# Carrière de Roger Federer
 (septembre 2022).
Roger Federer est un joueur de tennis suisse, né le 8 août 1981 à Bâle. Il commence sa carrière professionnelle en 1998 et est numéro 1 mondial pendant 237 semaines consécutives (un record) du 2 février 2004 au 17 août 2008 et au total 310 semaines en tant que numéro 1.
| Année | 1997 | 1998 | 1999 | 2000 | 2001 | 2002 | 2003 | 2004 | 2005 | 2006 | 2007 | 2008 | 2009 | 2010 | 2011 | 2012 | 2013 | 2014 | 2015 | 2016 | 2017 | 2018 | 2019 | 2020 |
| Rang  | 704T | 301  | 65   | 29   | 13   | 6    | 2    | 1    | 1    | 1    | 1    | 2    | 1    | 2    | 3    | 2    | 6    | 2    | 3    | 16   | 2    | 3    | 3    | 5    |

## 2005

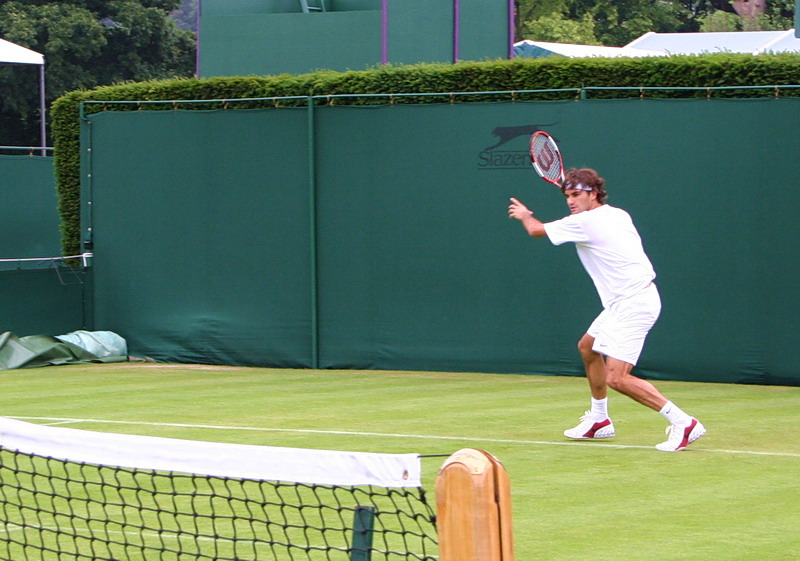
Roger Federer à Wimbledon en 2005.

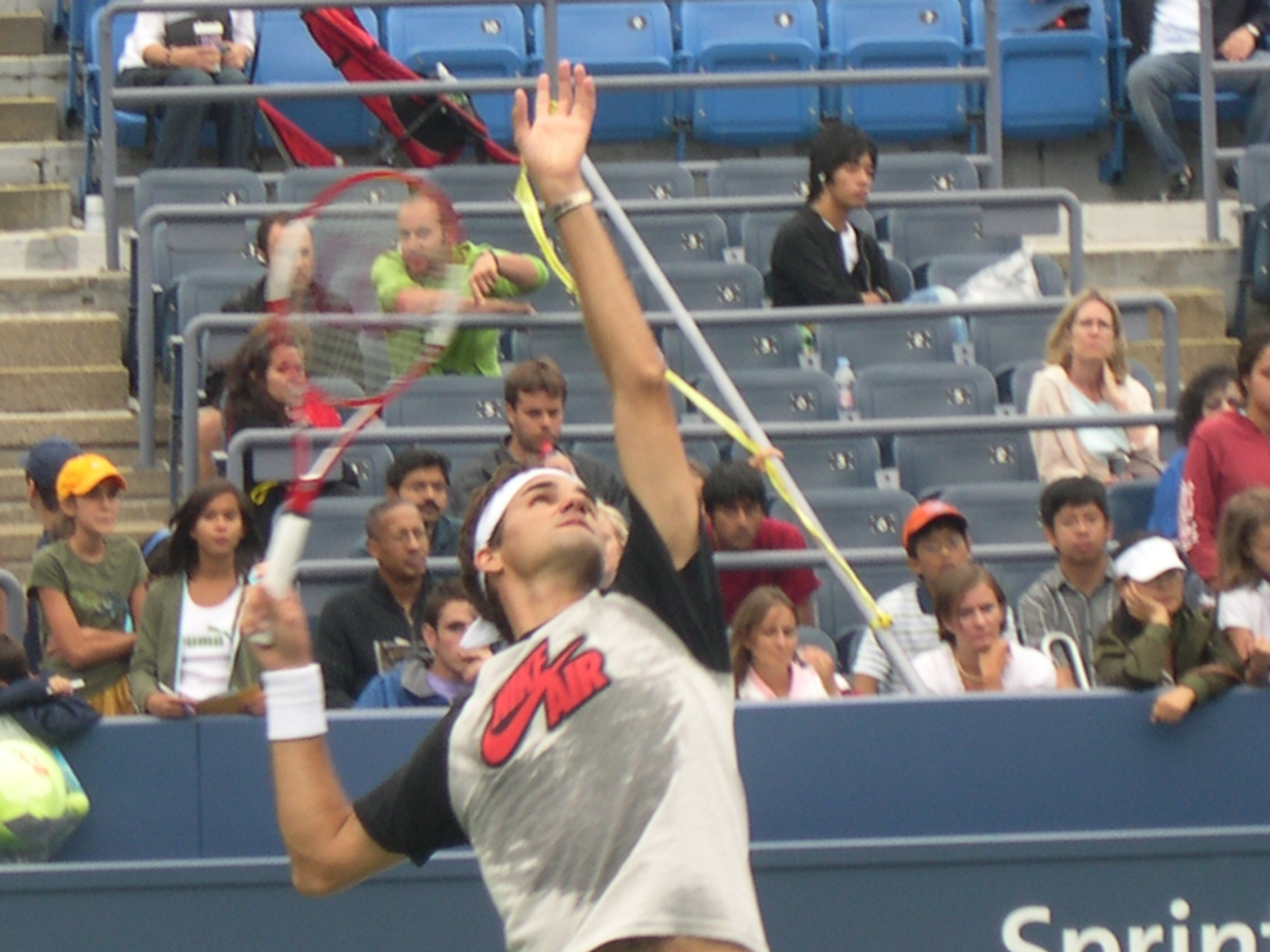
Roger Federer à l'entraînement à l'US Open en 2006.

Avec 41 victoires consécutives, il égale du même coup Björn Borg au 4e rang des victoires consécutives sur toutes les surfaces, à 5 longueurs de Guillermo Vilas. Sa série s'arrête le 11 mars avec une défaite au second tour contre Guillermo Cañas au tournoi d'Indian Wells.
Pour le premier rendez-vous de la saison sur terre battue, lors du tournoi Masters Series de Monte Carlo, Roger Federer se hisse en finale sans perdre un seul set mais s'incline contre Rafael Nadal en deux manches sur le score de 4-6 4-6. Bien qu'il soit parvenu à conserver les points gagnés l'an dernier sur ce tournoi, Federer, sur terre battue, n'arrive toujours pas à trouver l'ascendant psychologique sur son rival. Ce phénomène se reproduit d'ailleurs lors de l'inauguration de la Bataille des Surfaces, match d'exhibition durant lequel les deux meilleurs joueurs du monde s'affrontent sur un terrain dont une moitié est recouverte de gazon et l'autre de terre battue. Rafael Nadal s'impose 7-5, 4-6, 7-6 après un match très disputé.
En 2007, il rencontre l'ancienne légende du tennis, l'Américain Pete Sampras, détenteur du record de victoires en Grand Chelems (14), durant trois exhibitions asiatiques afin de promouvoir le tennis sur ce continent. Roger Federer remporte les deux premiers matchs 6-4, 6-3 et 7-6, 7-6 mais s'incline dans le troisième sur le score de 7-6, 6-4. Il déclare notamment que »Si [Pete] jouait encore, il serait dans le Top 5 ».
Le 11 décembre, il reçoit le prix du meilleur sportif toutes nations confondues décerné par la BBC (Nom original : BBC Overseas Sports Personality of the Year). Il est le second sportif de l'histoire à remporter trois fois ce titre (après 2004 et 2006) avec l'ancien boxeur Mohamed Ali. Il est également sacré Sportif suisse de l'année, et ce pour la quatrième fois (record de Tony Rominger égalé). Et il ne s'arrête pas en si bon chemin puisque dans la foulée il remporte le titre de « joueur de l'année » par la FIT (Fédération Internationale de tennis). Il est le deuxième joueur, après Pete Sampras, à remporter ce titre quatre années consécutivement.

## 2008
Il affronte  le Serbe et no 3 mondial Novak Djokovic, contre qui il va disputer une place en finale. Le Serbe remporte le match relativement aisément 7-5, 6-3, 7-6 et empêche donc le Suisse de se qualifier pour sa 11e finale de Grand Chelem consécutive. À l'issue du tournoi, Federer déclare avoir « créé un monstre » et qu'il « doit toujours gagner », dénonçant la pression du public qui exige de lui la perfection à chaque match.
Le lundi 28 janvier, Roger Federer déclare vouloir prendre plusieurs semaines de vacances avant de revenir à la compétition le 3 mars 2008 à l'occasion du tournoi de Dubaï. Le lundi 18 février, en dehors des courts, Federer remporte pour la quatrième année consécutive le Laureus World Sports Awards pour son année 2007. Jamais un sportif n'avait remporté autant de fois ce titre.
Lors du tournoi de Dubaï, dont il est tenant du titre, Federer s'incline au premier tour face à Andy Murray 7-6, 3-6, 4-6. C'est la première fois depuis le Masters de Cincinnati en 2004 que Roger s'incline d'entrée dans un tournoi. Après son match, il déclare notamment au sujet de son adversaire du jour : « ce sera dur pour lui dans les prochaines années s'il continue à jouer comme ça », remettant en cause le jeu de son vainqueur.
Dans une interview qu'il donne au New-York Times quelques jours plus tard, il indique qu'il souffrait d'une mononucléose depuis décembre ce qui explique cette baisse de forme en ce début de saison 2008. Il déclare néanmoins être désormais à 100 % de ses capacités pour le masters d'Indian Wells.
Le 10 mars, il affronte Pete Sampras en match d'exhibition au Madison Square Garden de New-York. Il remporte difficilement la rencontre en trois manches 6-3, 6-7 (4-7), 7-66 en 2 h 20 de jeu, et après avoir été mené 5-2 dans l'ultime set. C'est la troisième victoire en quatre rencontres d'exhibition entre les deux hommes.
Au Masters d'Indian Wells 2008, Federer bat successivement l'Espagnol Guillermo García-López, le Français Nicolas Mahut et le Croate Ivan Ljubičić sans perdre un set puis bénéficie de l'abandon de l'Allemand Tommy Haas pour se qualifier pour les demi-finales. Il perd alors contre l'Américain Mardy Fish en deux sets 6-2, 6-3, ce qui ranime les doutes quant à une éventuelle méforme physique dû à sa mononucléose contractée quelques mois avant.
Au Masters de Miami 2008, Federer chute en quart de finale face à l'Américain Andy Roddick en trois sets. L'ancien numéro un mondial met ainsi fin à une série de 11 défaites consécutives contre Roger Federer.
Quelques jours plus tard, Federer remporte son premier titre de la saison à Estoril sur terre battue après avoir bénéficié de l'abandon du Russe Nikolay Davydenko en finale. C'est le 54e titre de sa carrière..

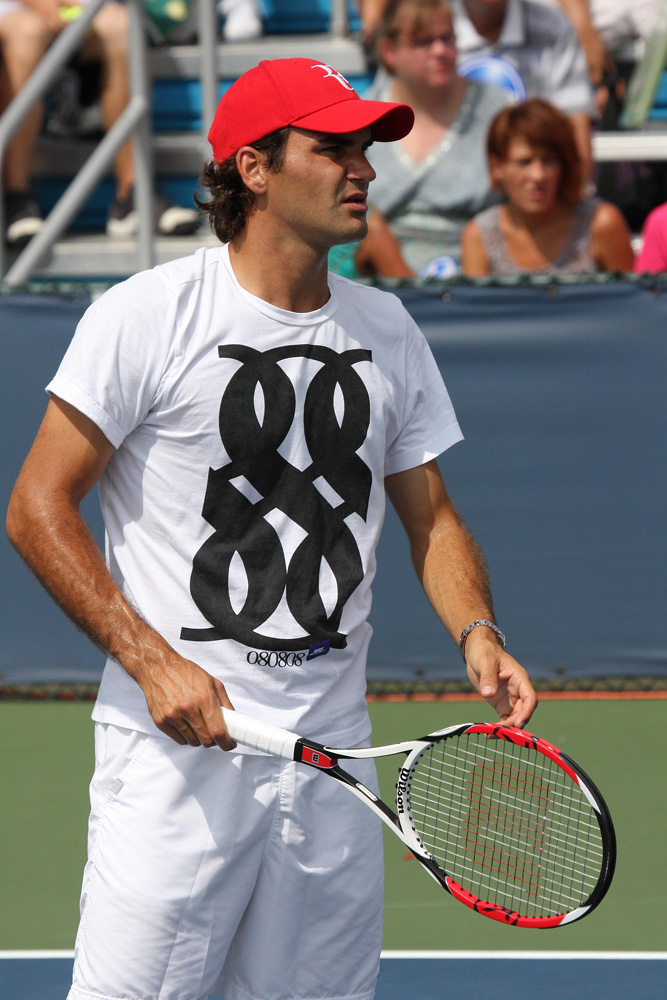
Roger Federer au Masters de Cincinnati en 2008.

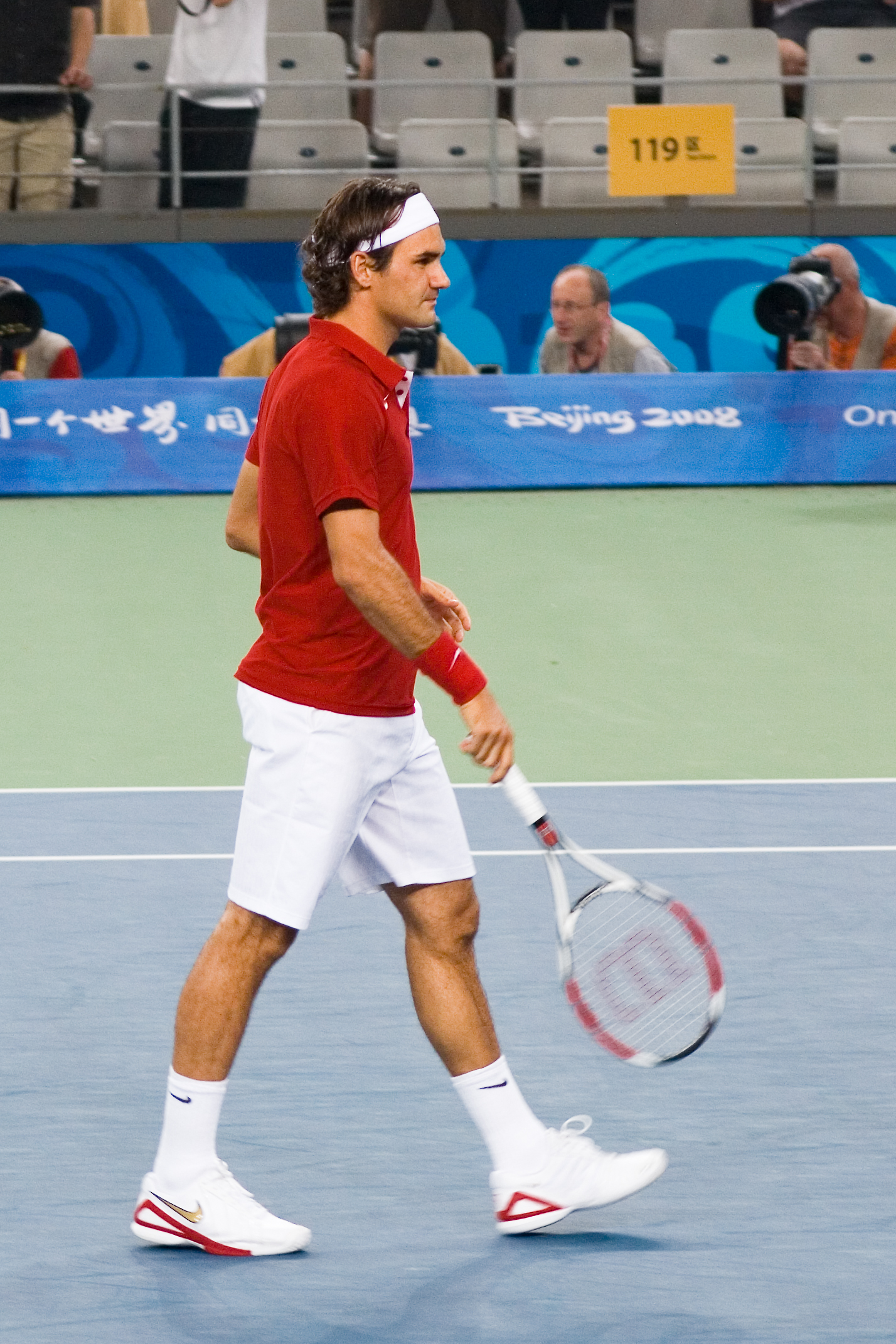
Roger Federer aux Jeux olympiques de Pékin en 2008.

En disposant du Luxembourgeois Gilles Müller en quart-de-finale de l'US Open, Federer se qualifie pour sa 18e demi-finale en Grand Chelem consécutive.
Roger Federer termine l'année no 2 mondial derrière Rafael Nadal et avec 10 points d'avance seulement sur le no 3 mondial Novak Djokovic.

## 2009

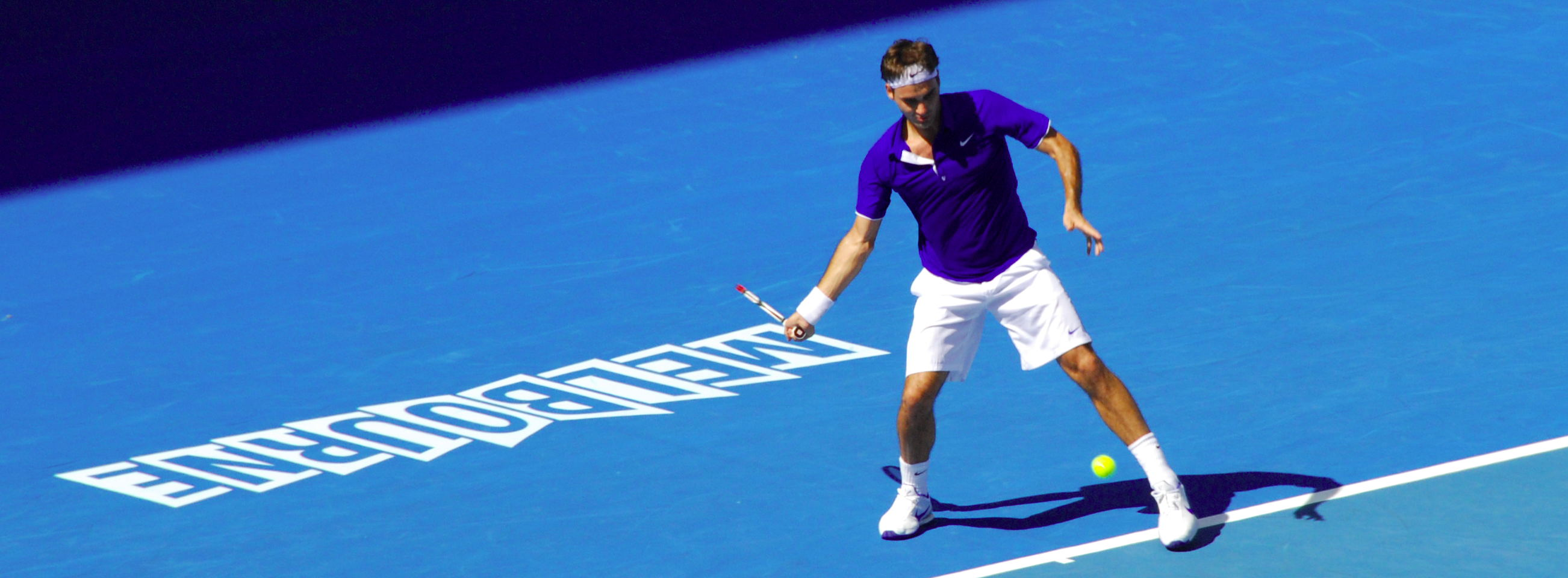
Roger Federer à l'Open d'Australie en 2009.

Pour son premier tournoi officiel de l'année 2009, Roger Federer perd en demi-finale de l'Open de Doha contre Andy Murray (7-66, 2-6, 2-6 en 2 h 5 min), après trois premiers tours tranquille.
Le Suisse tente ensuite d'obtenir son quatrième titre de l'Open d'Australie. Pour cela en tant que tête de série numéro 2, il avance tranquillement en huitième sans perdre une manche. Il éprouve beaucoup de mal contre le Tchèque Tomáš Berdych alors 21e mondial, tentant complètement sa chance en menant deux manches à rien mais Federer remonte et conclut le match (4-6, 64-7, 6-4, 6-4, 6-2) en profitant des erreurs de son adversaire. Il pulvérise en quart de finale, le 6e mondial Juan Martín del Potro, (6-3, 6-0, 6-0) en se rassurant sur son jeu et la suite du tournoi. Le même tarif en trois manches pour le 9e mondial, l'Américain Andy Roddick (6-2, 7-5, 7-5) en 2 h 7 min et ainsi se qualifier pour sa 4e finale à Melbourne. Mais il est défait en finale par le no 1 mondial Rafael Nadal et son plus grand rival, au terme d'un match de cinq sets (5-7, 6-3, 63-7, 6-3, 2-6 en 4 h 23 min) d'un combat âpre et tendu. Une défaite qui lui fera très mal, au point d'en pleurer,.
Il renonce ensuite à disputer l'Open de Dubaï et le premier tour de Coupe Davis en raison de problèmes récurrents de dos.
Au Masters d'Indian Wells, il passe les têtes de séries Ivo Karlović (7-64, 6-3), Fernando González (6-3, 5-7, 6-2) et Fernando Verdasco (6-3, 7-65) pour arriver dans le dernier carré. Il échoue en demi-finale contre Murray (3-6, 6-4, 1-6 en 1 h 48 min), ce qui représente sa quatrième défaite consécutive face à l'Écossais. La semaine suivante, il perd de nouveau en demi-finale du Masters de Miami contre le Serbe Novak Djokovic (6-3, 2-6, 3-6 en 1 h 46 min),, après avoir battu au tour précédent l'Américain Andy Roddick (6-3, 4-6, 6-4).

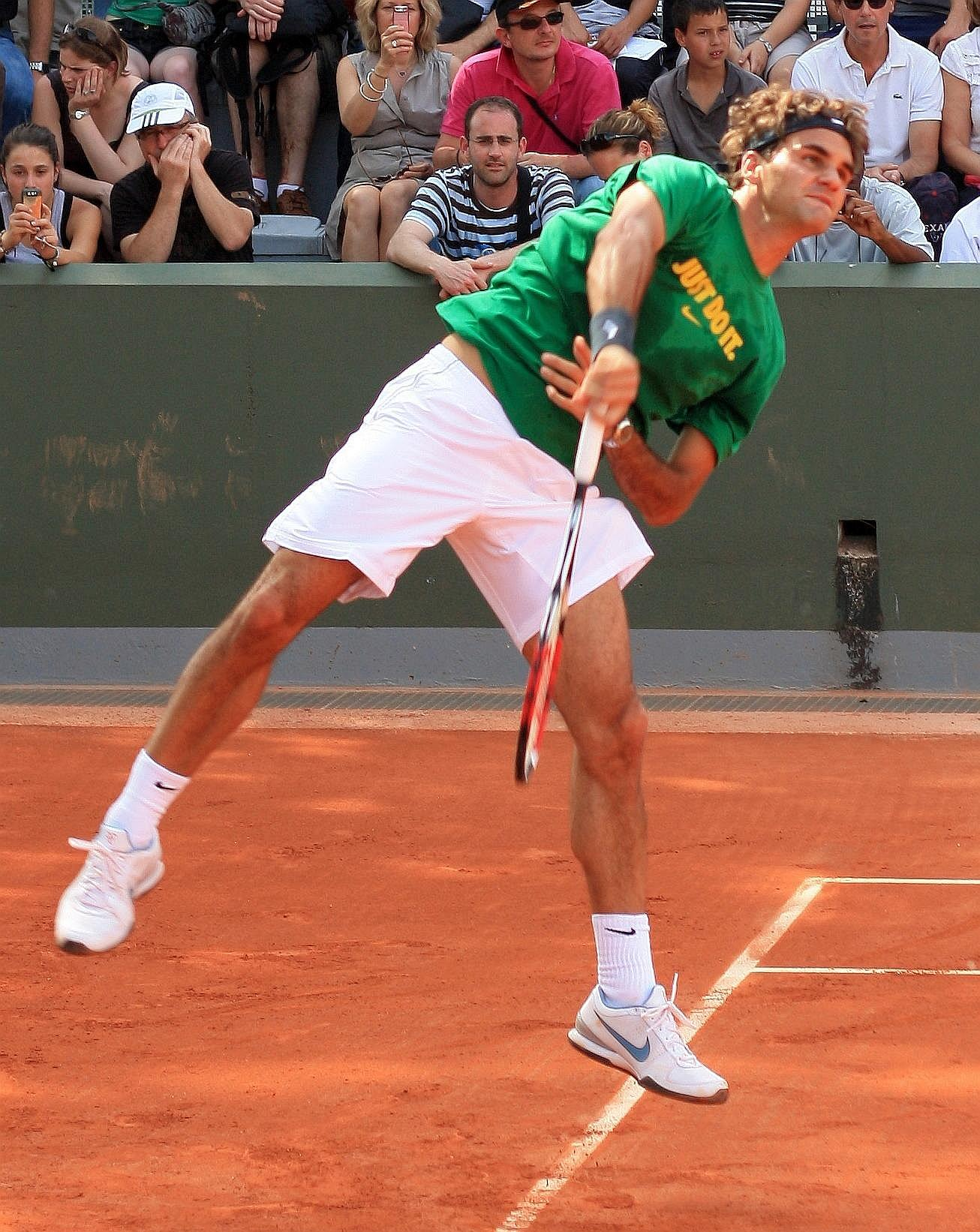
Roger Federer à Roland-Garros en 2009.

Plus tard, avec le début de la terre battue, Federer s'incline en huitième de finale du Masters de Monte-Carlo devant son compatriote Stanislas Wawrinka en deux sets (4-6, 5-7 en 1 h 50 min). Avant ce tournoi, Federer se marie avec Mirka dans la plus stricte intimité : tout le monde a été surpris, même son compatriote de double et vainqueur des JO 2008 Stanislas Wawrinka qui n’était même pas au courant. À la surprise générale, il demande une wild-card, pour la plus grande satisfaction des organisateurs. Il est défait une fois de plus par Djokovic en demi-finale du Masters de Rome (6-4, 3-6, 3-6 en 2 h 11 min). Il décide la semaine suivante de ne pas participer à l'Open d'Estoril dont il est pourtant le tenant du titre. Il remporte par la suite le Masters de Madrid en battant Nadal en finale (6-4, 6-4 en 1 h 26 min), fatigué de son combat de quatre heures la veille,, mettant fin à une série de cinq défaites consécutives face à l'Espagnol et une série noire sans titre en Masters 1000 depuis le Masters de Cincinnati 2007. Et en ayant écarté sur son chemin : Robin Söderling (6-1, 7-5), les Américains James Blake (6-2, 6-4) et en quart de finale, le 6e mondial Andy Roddick, (7-5, 65-7, 6-1) dans un match accroché, et enfin du 5e mondial Juan Martín del Potro, (6-3, 6-4).
Le 7 juin, il triomphe enfin à Roland-Garros, seul tournoi du Grand Chelem qui manquait à son palmarès. En atteignant la finale (la quatrième consécutive à Paris), il égale le record d'Ivan Lendl puisqu'il atteint sa dix-neuvième finale de Grand Chelem. Durant celle-ci, il bat Robin Söderling 25e mondial, tombeur de Nadal en huitième de finale, en trois manches (6-1, 7-61, 6-4 en 1 h 55 min),, et ce malgré l'agitation causée par Jimmy Jump ainsi que quelques matchs difficiles. Il a ainsi concédé six sets au cours du tournoi, un contre l'Argentin José Acasuso au second tour, Paul-Henri Mathieu au troisième, puis l'Allemand Tommy Haas 63e mondial, alors mené deux manches à rien et même 64-7, 5-7, 3-4, il réussit un come-back sur ce match (64-7, 5-7, 6-4, 6-0, 6-2). Puis passant plus facilement pour atteindre le dernier carré, contre le Français Gaël Monfils 10e mondial, (7-66, 6-2, 6-4). Et enfin deux autres, les derniers, en demi-finale face à l'Argentin Juan Martín del Potro, 5e mondial (3-6, 7-62, 2-6, 6-1, 6-4 en 3 h 29 min).
Il égale donc deux records : le nombre de victoires en Grand Chelem (quatorze, détenu jusqu'alors exclusivement par Pete Sampras), et le fait d'avoir accompli le Grand Chelem en carrière sur quatre surfaces différentes (que seul Andre Agassi avait réalisé dans l'ère Open),.
Il est à noter qu'il a diminué cette saison sa préparation sur terre battue : il n'a ainsi pas participé à l'Open d'Estoril dont il était tenant du titre, et ne devait à l'origine pas non plus prendre part aux Masters de Monte-Carlo.

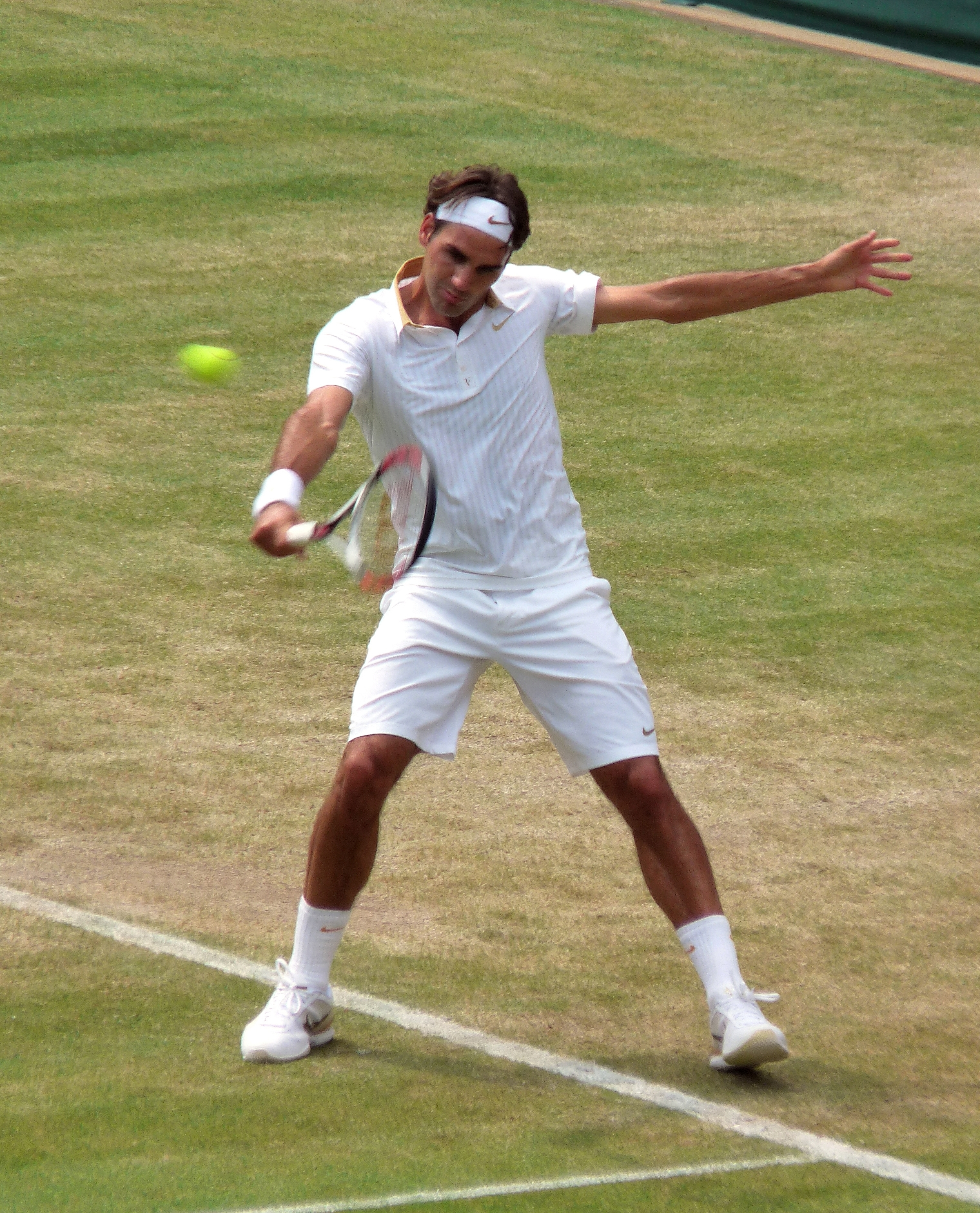
Roger Federer au tournoi de Wimbledon en 2009.

Il commence le tournoi de Wimbledon, après avoir fait l'impasse sur le tournoi de Halle, pour récupérer mentalement et physiquement de sa victoire à Roland-Garros. Il est à noter qu'il n'avait pas participé non plus à l'édition 2007 du tournoi de Halle, et qu'il avait gagné par la suite Wimbledon. Après trois premiers tours gagnés aisément. Il s'impose en trois sets successivement face à Söderling 12e mondial, (6-4, 7-65, 7-65 en 1 h 59 min), puis en quart de finale d'Ivo Karlović 36e mondial, (6-3, 7-5, 7-63 en 1 h 43 min), et enfin Tommy Haas 34e mondial, (7-63, 7-5, 6-3 en 2 h 3 min), disputant sa 20e finale de Grand Chelem. Le Suisse bat en finale l'Américain Andy Roddick 6e mondial, au terme d'un cinquième set parmi les plus longs de l'histoire du tennis (16-14) (5-7, 7-66, 7-65, 3-6, 16-14 en 4 h 16 min), après par exemple celui de John Isner contre Nicolas Mahut (70-68) ou encore Roddick contre le Marocain Younès El Aynaoui (21-19). Roger Federer devance ainsi Sampras en tête du classement du nombre de tournois du Grand Chelem remportés et retrouve par la même occasion sa place de no 1 mondial,.
À la suite d'une pause d'un mois durant laquelle il a vu la naissance de ses jumelles, Federer revient à la compétition le 11 août à l'occasion du Masters du Canada, à Montréal. Il s'incline en quart de finale face au Français Jo-Wilfried Tsonga, après avoir pourtant mené 5-1 dans le troisième set (65-7, 6-1, 63-7 en 2 h 19 min). Plus tard, il remporte le Masters de Cincinnati en dominant Novak Djokovic en deux sets en finale (6-1, 7-5 en 2 h 7 min), après avoir battu Murray en demi-finale (6-2, 7-68 en 1 h 30 min), mettant fin à une série de quatre défaites consécutives contre ce dernier. Et ayant battu également David Ferrer en trois set et Lleyton Hewitt (6-3, 6-4) en quart, en 1 h 10 min et enregistrant sa 200e victoire de sa carrière en tournoi Masters.
Il commence par la suite le dernier Grand Chelem de l'année, l'US Open. Il gagne aisément ses deux premiers tours contre le jeune Américain Devin Britton (6-1, 6-3, 7-5 en 1 h 28 min) et l'Allemand Simon Greul (6-3, 7-5, 7-5 en 1 h 58 min). Il se défait ensuite de Lleyton Hewitt en quatre sets (4-6, 6-3, 7-5, 6-4 en 2 h 33 min) et obtient une place en quart de finale en battant Tommy Robredo (7-5, 6-2, 6-2 en 1 h 48 min). Lors du match suivant, il domine le Suédois Robin Söderling (6-0, 6-3, 66-7, 7-66 en 2 h 33 min). Sa victoire sur ce dernier lui permet d'atteindre sa vingt-deuxième demi-finale en Grand Chelem. Peu après, il s'impose face au no 4 mondial Novak Djokovic en trois manches (7-63, 7-5, 7-5 en 2 h 34 min),. En finale, à la suite d'un long match de cinq sets, Federer s'incline devant del Potro 6e mondial, (6-3, 65-7, 6-4, 64-7, 2-6 en 4 h 6 min). Cette défaite met fin à une série de cinq titres remportés d'affilée à l'US Open pour le Suisse,.
Durant les barrages de la Coupe Davis, l'équipe de Suisse affronte celle de l'Italie : les victoires en simple de Roger Federer sur Simone Bolelli (6-3, 6-4, 6-1) et Potito Starace (6-3, 6-0, 6-4) permettent à la Suisse de rester dans le groupe mondial. Celui-ci annonce ensuite qu'il ne participera pas aux tournois du Japon et de Shanghai afin de récupérer physiquement.
Il atteint plus tard la finale de « son » tournoi à Bâle où il est défait par Djokovic (4-6, 6-4, 2-6 en 2 h 11 min), après avoir sorti son compatriote et ami d'enfance Marco Chiudinelli lors des demi-finales (7-67, 6-3 en 1 h 25 min). Au deuxième tour du Masters de Paris-Bercy, le no 1 mondial se fait éliminer dès son entrée en lice par le 49e joueur mondial, Julien Benneteau (6-3, 64-7, 4-6 en 1 h 55 min).
Pendant le Masters disputés à Londres placé dans le groupe A, il remporte une victoire face à Fernando Verdasco au terme d'un match durant lequel il aurait perdu s'il ne s'était pas imposé in extremis dans le deuxième set (4-6, 7-5, 6-1 en 2 h). Pour son second match, le Suisse vient à bout du no 4 mondial Andy Murray (3-6, 6-3, 6-1 en 1 h 58 min). Il s'assure par la même occasion de terminer cette saison en tant que leader du classement technique ATP en simple, et devient de fait le deuxième homme de l'Histoire à reprendre, après l'avoir effectivement perdue, sa place de no 1 mondial en fin d'année depuis Lendl (en 1987 et 1989). Peu après, Federer ne parvient pas à battre del Potro lors de son troisième match de poule (2-6, 7-65, 3-6 en 2 h 7 min, mais il dispute tout de même sa septième demi-finale au Masters. Il est néanmoins stoppé aux portes de la finale, s'inclinant pour la première fois en treize confrontations face au Russe Nikolay Davydenko 7e mondial, (2-6, 6-4, 5-7 en 1 h 56 min).
En décembre, il obtient le titre de meilleur joueur de tennis de la décennie.

## Années 2010

### 2010

#### Début d'année
De même qu'en 2009, il entame sa saison par le tournoi d'exhibition d'Abou Dabi, mais il échoue de nouveau puisqu'il est éliminé d'entrée par Robin Söderling (7-66, 61-7, 2-6) alors qu'il l'avait battu lors de leurs douze premières confrontations. Le Suédois s'incline en finale devant Rafael Nadal (7-6, 7-5) en deux sets tandis que Federer remporte le match pour la troisième place face à David Ferrer (6-1, 7-5).
Le Suisse enchaîne par un tournoi, cette fois officiel, l'Open de Doha. Après des débuts encourageants qui voient des victoires sur Christophe Rochus (6-1, 6-2 en 57 min), Evgeny Korolev (6-2, 6-4 en 1 h 4 min) et Ernests Gulbis (6-2, 4-6, 6-4 en 1 h 47 min), le Suisse perd en demi-finale contre Nikolay Davydenko (6-4, 6-4 en 1 h 21 min). Il signe là sa deuxième défaite consécutive face au Russe, qui l'avait également dominé au Masters de Londres 2009.
Lors de l'Open d'Australie, Federer s'impose en finale contre le Britannique Andy Murray 4e mondial, en trois sets (6-3, 6-4, 7-611 en 2 h 41 min),. Il rencontre sur son parcours, en tant que tête de série no 1, le Russe Igor Andreev dans un match compliqué dont il se sort en quatre manches (4-6, 6-2, 7-62, 6-0), puis gère plus facilement ses trois matchs suivants en trois sets secs contre Victor Hănescu, Albert Montañés et la tête de série numéro 22, Lleyton Hewitt, et se qualifie pour les quarts de finale. Il affronte un autre Russe, le 6e mondial Nikolay Davydenko, qu'il vainc (2-6, 6-3, 6-0, 7-5) après un set de rodage. Il affronte en demi-finale le Français Jo-Wilfried Tsonga 10e mondial, tombeur de Djokovic au tour précédent, et le bat en trois manches (6-2, 6-3, 6-2 en 1 h 28 min). Il bat Murray en finale sur le score de 6-3, 6-4, 7-611, portant ainsi à seize son record de titres en Grand Chelem.

#### Tournée américaine
Contraint ensuite de renoncer à sa participation pour l'Open de Dubaï en raison d'une infection pulmonaire, il fait son retour en mars lors du Masters d'Indian Wells. Le no 1 mondial est éliminé au troisième tour par le Chypriote Márcos Baghdatís en trois manches accrochées, après s'être toutefois procuré trois balles de match, deux dans le deuxième set et une dans le troisième. Ayant gagné ses six face-à-face précédents contre Baghdatís, cette défaite du Suisse est donc la première face à cet adversaire (7-5, 5-7, 64-7 en 2 h 22 min). Une semaine et demie plus tard, Federer s'impose lors de ses deux premiers matchs de l'édition 2010 du Masters de Miami, respectivement face à Nicolás Lapentti (6-3, 6-3 en 1 h 7 min) puis Florent Serra (7-62, 7-63 en 1 h 32 min). Le Suisse s'incline cependant également au troisième tour face à Tomáš Berdych en trois sets serrés, après avoir pourtant obtenu une balle de match à 6-5 (4-6, 7-63, 66-7 en 2 h 52 min).

#### Saison sur terre battue

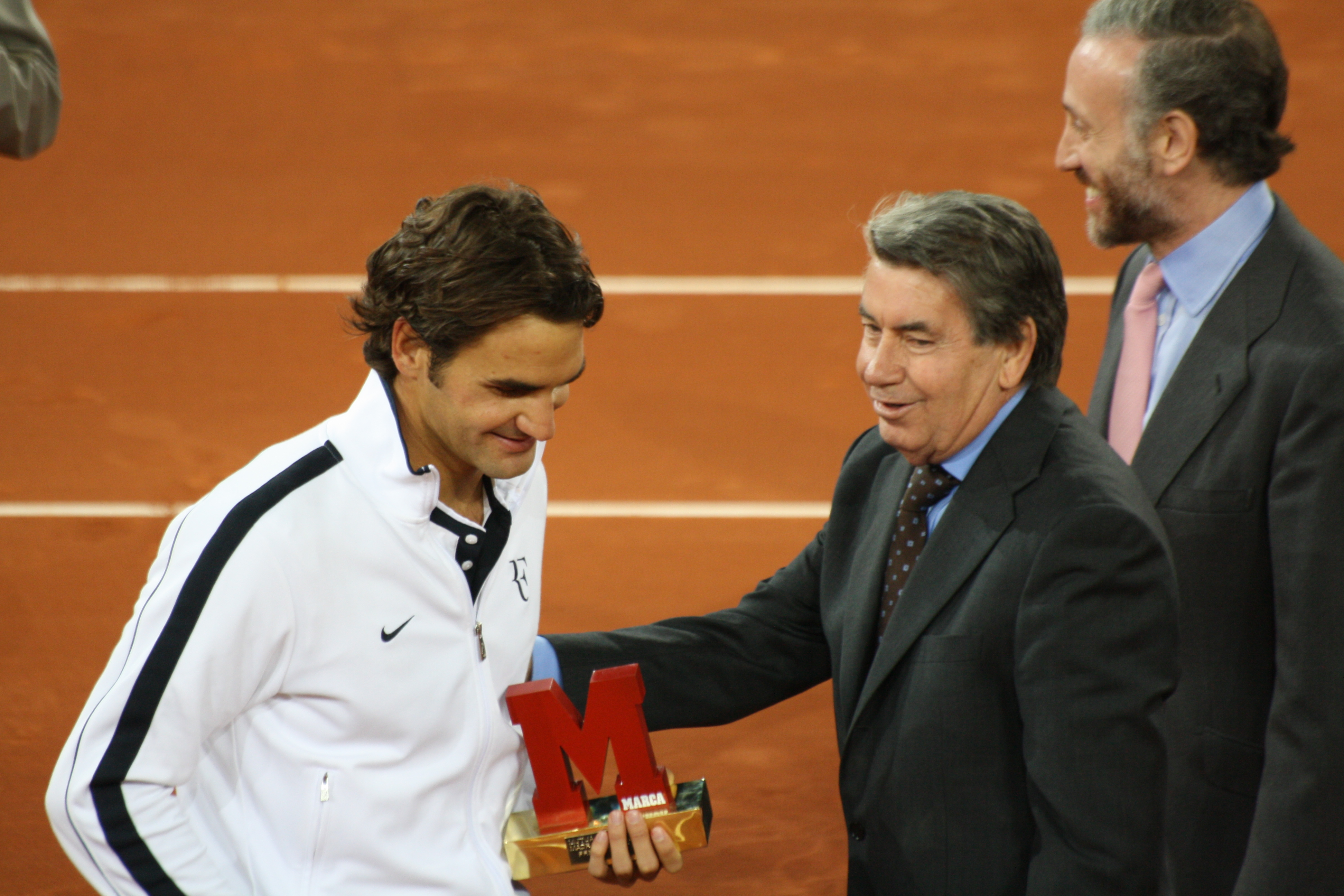
Roger Federer avec Manuel Santana au Masters de Madrid en 2010.

Contrairement aux autres années, il ne participe pas au Masters de Monte-Carlo, tournoi non obligatoire pour les membres du Top 10, afin de se préparer pour défendre son titre à Roland-Garros. Au Masters de Rome, il perd dès son entrée en lice contre le Letton Gulbis après un match en trois sets (6-2, 1-6, 5-7 en 2 h 3 min),. Toujours présent en double, associé à son compatriote Yves Allegro, il est finalement éliminé par les Américains John Isner et Sam Querrey en quart de finale (4-6, 4-6). La semaine suivante, à l'Open d'Estoril, il s'incline en demi-finale du tournoi contre le tenant du titre, l'Espagnol Albert Montañés (2-6, 65-7 en 1 h 22 min). Au Masters de Madrid, il s'impose contre l'Allemand Benjamin Becker (6-2, 7-64 en 1 h 22) puis contre son ami Stanislas Wawrinka (6-3, 6-1 en 1 h 9 min). Il enchaîne par deux victoires contre Ernests Gulbis (3-6, 6-1, 6-4 en 1 h 53 min) et David Ferrer qui lui permettent de rejoindre Rafael Nadal en finale (7-5, 3-6, 6-3 en 2 h 6 min). Les deux joueurs ne s'étaient pas rencontrés depuis la finale de ce même tournoi en 2009. Il perd cette finale sur le score de 4-6, 65-7, manquant la balle de match à la suite d'un faux rebond (4-6, 65-7 en 2 h 11 min).

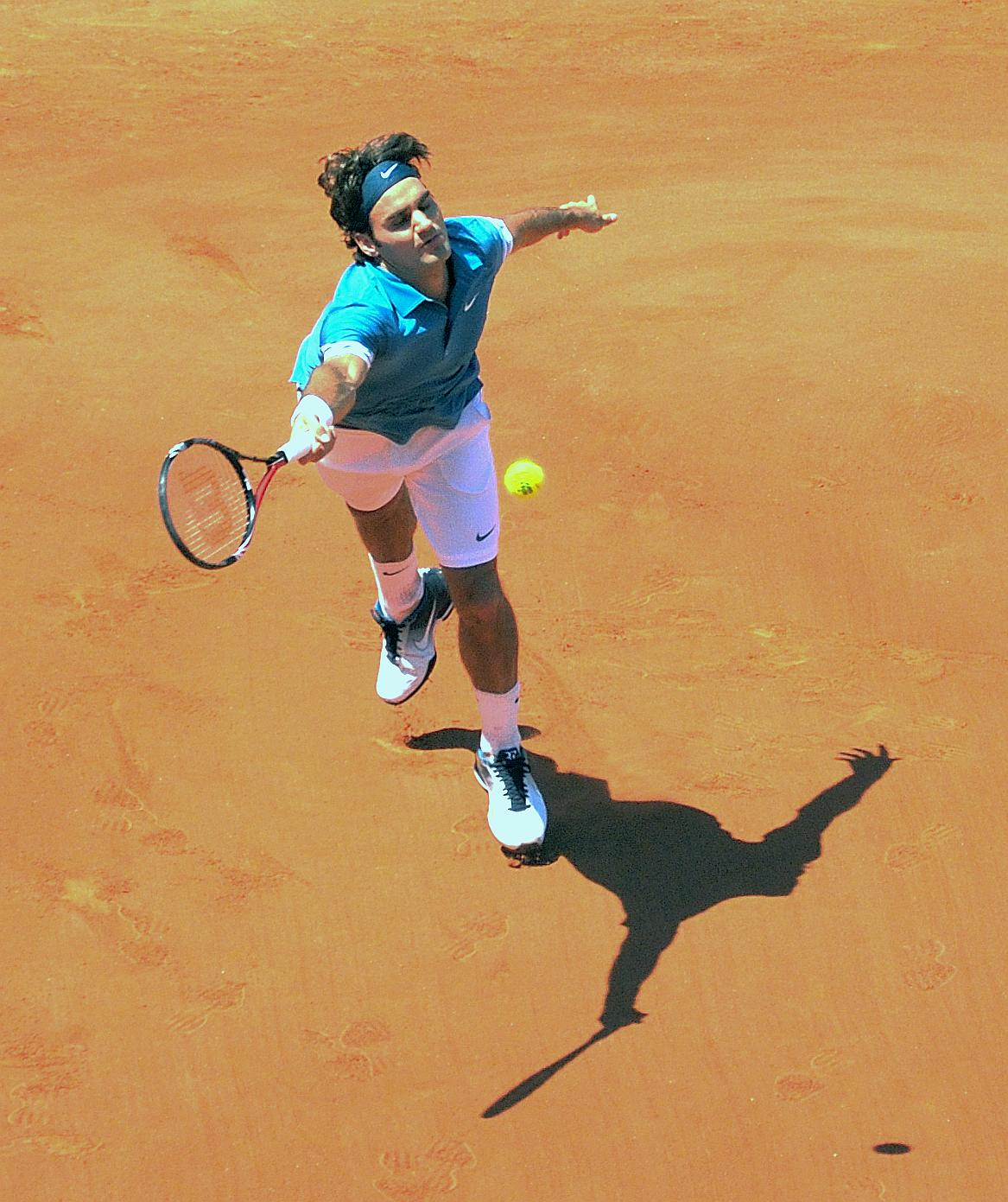
Roger Federer à Roland-Garros en 2010.

À Roland-Garros, après avoir pourtant battu sans concéder de set Peter Luczak (6-4, 6-1, 6-2 en 1 h 48 min), Alejandro Falla (7-64, 6-2, 6-4 en 2 h), Julian Reister (6-4, 6-0, 6-4 en 1 h 33 min) puis son compatriote Stanislas Wawrinka (6-3, 7-65, 6-2 en 1 h 56 min), le 1er juin, il s'incline pour la première fois de sa carrière devant le 7e mondial, Robin Söderling en quart de finale ; ce dernier met fin à sa série de vingt-trois demi-finales consécutives en Grand Chelem (6-3, 3-6, 5-7, 4-6 en 2 h 30 min). Rafael Nadal ayant à nouveau remporté Roland-Garros, le Suisse cède sa place de no 1 mondial à l'Espagnol. Par ailleurs, c'est la première fois depuis 2004 que Federer se fait éliminer d'un tournoi du Grand Chelem par un joueur autre que le futur vainqueur.

#### Saison sur gazon
Le nouveau no 2 mondial enchaîne ensuite par l'un des premiers tournois sur gazon de cette saison, l'Open de Halle. À la suite de ses victoires successives face à Jarkko Nieminen (6-4, 6-4 en 1 h 4 min), Alejandro Falla (6-1, 6-2 en 52 min), Philipp Kohlschreiber (7-5, 6-3 en 1 h 8 min) (finaliste de ce même tournoi en 2008) et Philipp Petzschner (7-63, 6-4 en 1 h 32 min), il parvient à se hisser jusqu'en finale où il est opposé à Lleyton Hewitt. L'Australien remporte le titre après un match de trois sets durant lequel Federer a mis plusieurs aces mais a aussi commis de nombreuses fautes directes (6-3, 64-7, 4-6 en 2 h 22 min). Le Suisse ne s'impose donc pas une sixième fois à Halle (Westf.).
Pendant le tournoi de Wimbledon, il s'impose, en manquant de se faire éliminer dès le premier tour, contre Alejandro Falla (5-7, 4-6, 6-4, 7-61, 6-0 en 3 h 18 min). Au deuxième tour, il remporte difficilement son match face à Ilija Bozoljac (6-3, 64-7, 6-4, 7-65 en 2 h 46 min). Ayant haussé son niveau de jeu, il gagne aisément contre Arnaud Clément (6-2, 6-4, 6-2 en 1 h 35 min) puis Jürgen Melzer (6-3, 6-2, 6-3 en 1 h 24 min). Finalement, il s'incline dès le stade des quarts de finale face au 13e mondial, Tomáš Berdych (4-6, 6-3, 1-6, 4-6 en 2 h 35 min), futur finaliste. Federer n'est donc pas présent en finale pour la première fois depuis 2002,. Cette défaite prématurée, couplée à la qualification pour les demi-finales du Serbe Novak Djokovic, lui fait perdre sa place de no 2 mondial le lundi suivant. C'est aussi la première fois depuis novembre 2003, soit près de sept ans, que le Suisse n'occupe pas l'une des deux premières places mondiales au classement ATP.
- US Open series

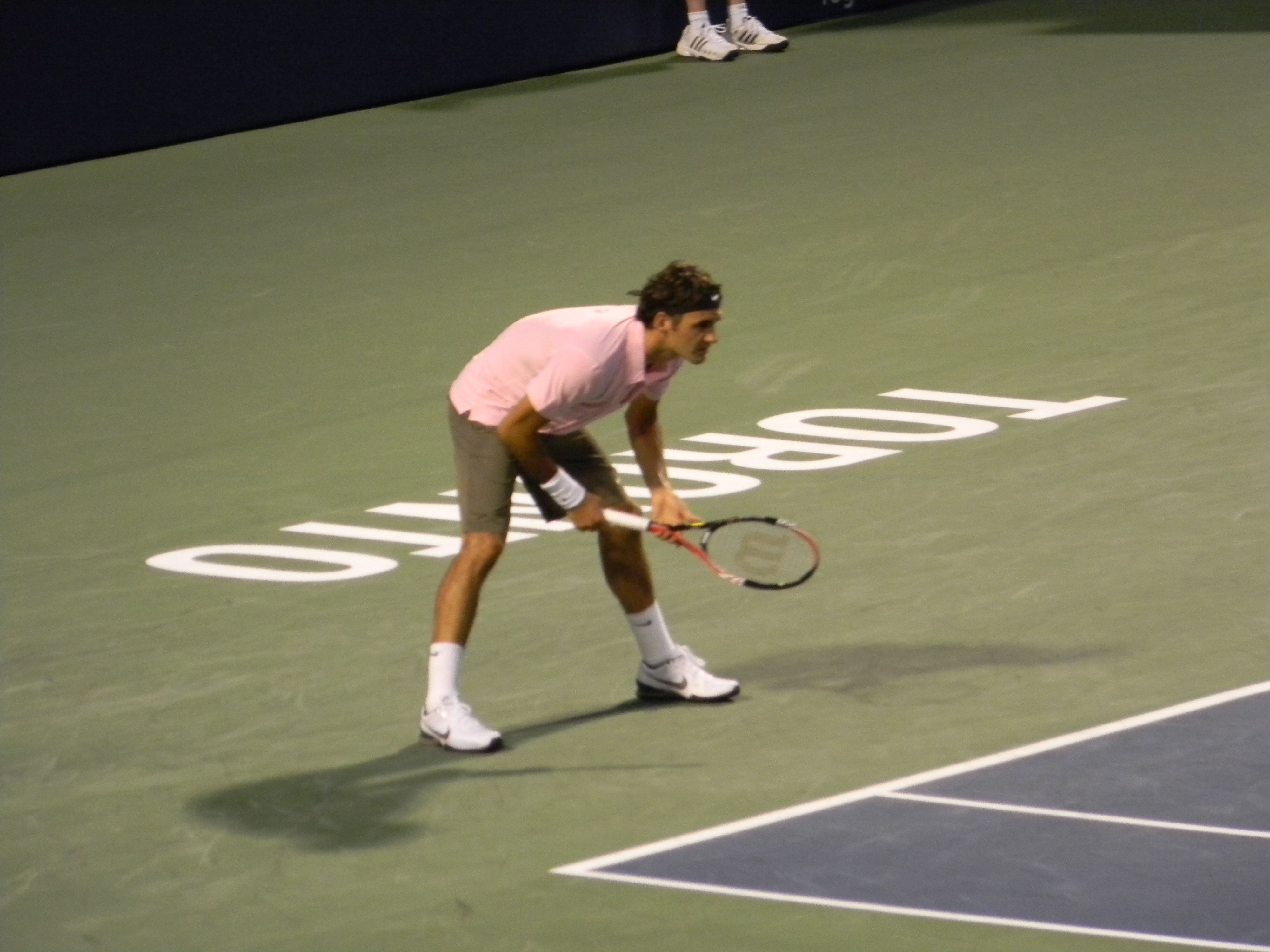
Roger Federer au Masters du Canada en 2010.

Épaulé par un nouvel entraîneur, Paul Annacone, il atteint la finale du Masters du Canada en vainquant difficilement le 7e mondial, Tomáš Berdych (6-3, 5-7, 7-65 en 2 h 41 min) et Novak Djokovic 2e mondial, (6-1, 3-6, 7-5 en 2 h 22 min). Grâce à cette performance, il redevient no 2 mondial à l'issue du tournoi. Cependant, le Suisse échoue à remporter son premier Masters 1000 de la saison en s'inclinant en finale contre Andy Murray 4e mondial (5-7, 5-7 en 2 h 5 min), qui signe ainsi sa septième victoire contre le Suisse en douze confrontations.
Il enchaîne alors par le Masters de Cincinnati dont il est le tenant du titre. Après deux premiers tours où il bénéficie de l'abandon de Denis Istomin (5-2 ab. en 36 min) et du forfait de Philipp Kohlschreiber, il bat coup sur coup le 6e mondial, Nikolay Davydenko (6-4, 7-5 en 1 h 39 min) et Márcos Baghdatís (6-4, 6-3 en 1 h 11 min) pour ensuite s'imposer en finale face à l'Américain Mardy Fish (65-7, 7-61, 6-4 en 2 h 40 min). Il remporte ainsi son deuxième titre de la saison, portant son nombre de Masters 1000 gagnés à dix-sept. Il rejoint aussi Björn Borg dans le nombre de titres obtenus sur le circuit (63 victoires).

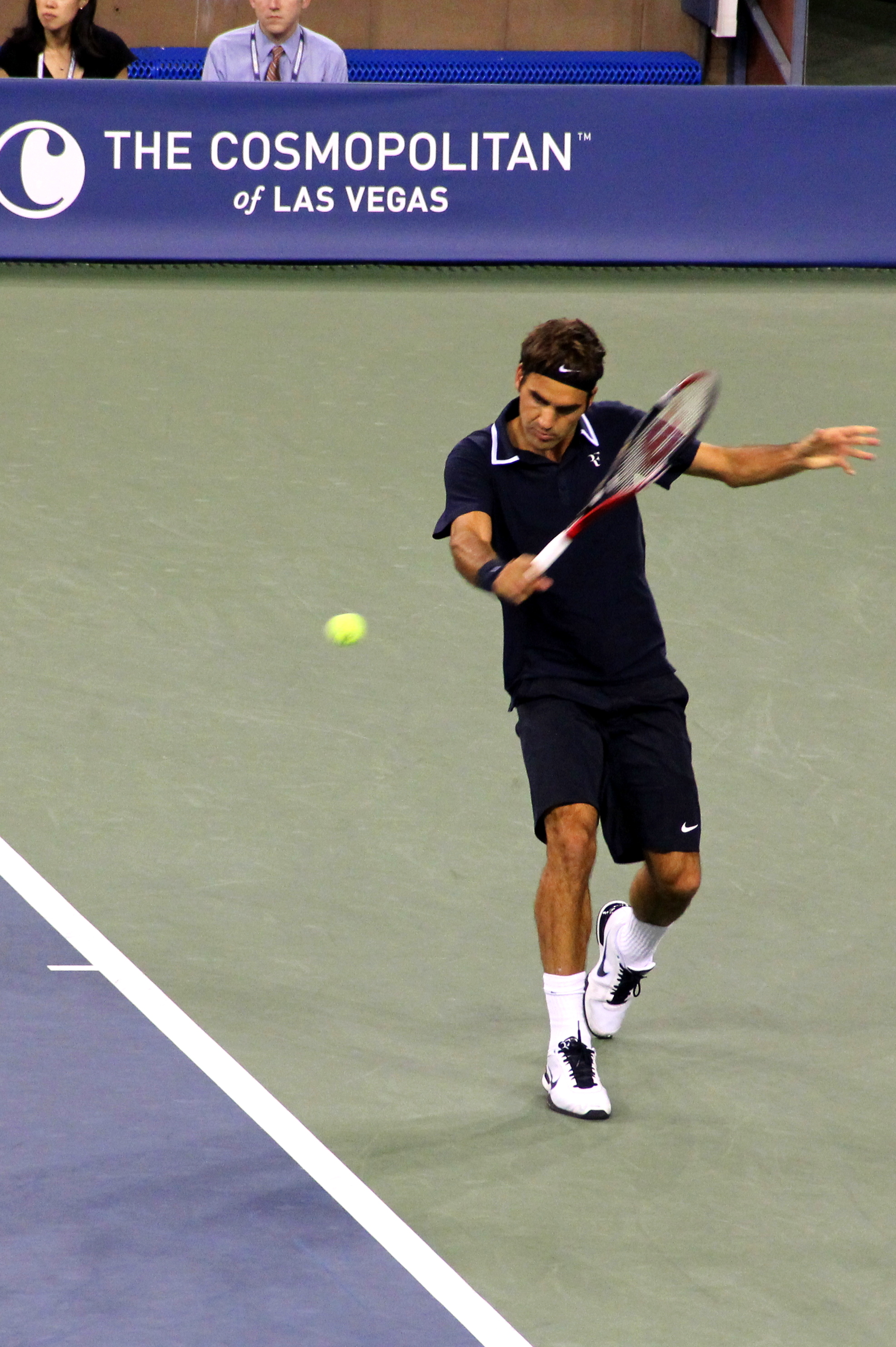
Roger Federer à l'US Open en 2010.

À l'US Open, Federer arrive jusqu'en demi-finale sans difficulté. Il bat notamment Robin Söderling 5e mondial, en quart de finale (6-4, 6-4, 7-5) en presque deux heures, alors que ce dernier avait remporté leur dernière confrontation à Roland-Garros. Il retrouve par la suite Novak Djokovic 3e mondial, qui le bat en cinq sets (7-5, 1-6, 7-5, 2-6, 5-7) en 3 h 44 min. Lors de ce match, Federer manque deux balles de match alors qu'il menait 5-4 dans le cinquième set. Notons qu'il ne s'était jamais incliné face au Serbe lors du Grand Chelem américain. Pour la première fois depuis 2003, il n'est donc pas présent en finale à New York. Par ailleurs, à cause de cette défaite, le Suisse se retrouve de nouveau à la troisième place mondiale derrière Rafael Nadal et Novak Djokovic, et ne peut plus redevenir no 1 avant au moins 2011.

#### Tournée asiatique
Après un mois de repos, il participe au Masters de Shanghai mais perd en finale contre le no 4 mondial Andy Murray (3-6, 2-6),. Il signe là sa huitième défaite en treize confrontations contre le Britannique mais a réussi un bon parcours en battant notamment le 5e mondial Robin Söderling (6-1, 6-1) et le 2e mondial Novak Djokovic en deux sets (7-5, 6-4), reprenant à ce dernier la place de numéro 2 mondial,.

#### Saisonindoor
La semaine suivante, il dispute le tournoi de Stockholm, qu'il remporte en s'imposant en finale face à l'Allemand Florian Mayer. C'est le 64e titre de sa carrière : il égale ainsi Pete Sampras. En outre, durant ce tournoi, il joue le 900e match de sa carrière lors de sa rencontre contre Taylor Dent en huitièmes de finale.
Début novembre, il remporte l'Open de Bâle en s'imposant contre Novak Djokovic 3e mondial, tenant du titre, en finale (6-4, 3-6, 6-1) en 1 h 51 min et après avoir battu au tour précédent le 9e mondial, Andy Roddick. Cette victoire lui assure de rester numéro 2 mondial jusqu'à la fin de la saison 2010.
Il participe la semaine suivante au Masters de Paris-Bercy, où il s'incline en demi-finale contre le Français Gaël Monfils (67-7, 7-61, 64-7) après avoir manqué 5 balles de match. Il avait l'occasion, en cas de victoire, de devenir le premier joueur de l'histoire à atteindre la finale de tous les Masters 1000.

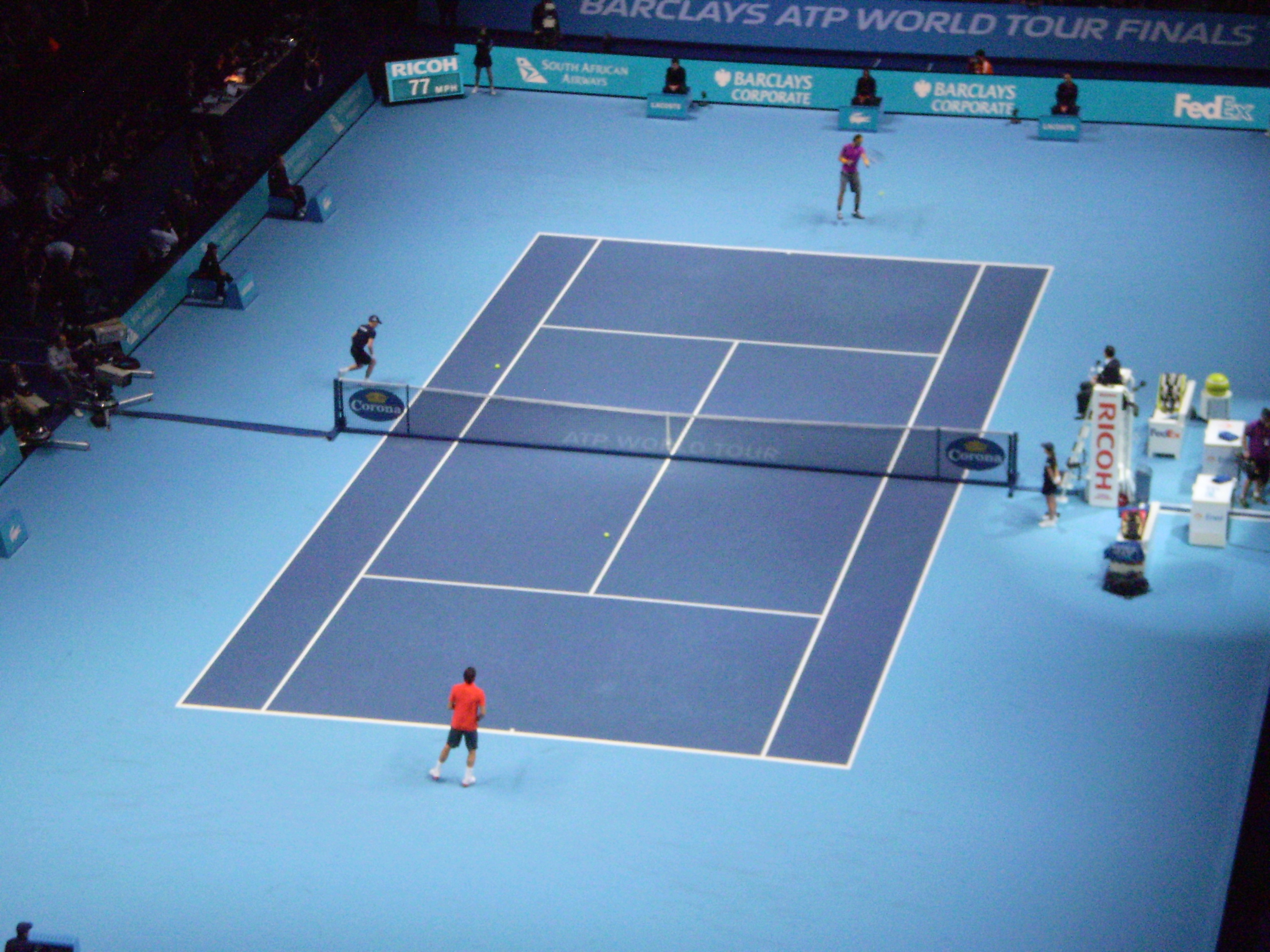
Roger Federer face à Rafael Nadal lors du Masters de 2010.

Malgré sa chute à la seconde place mondiale, il reste populaire puisqu'il reçoit le 23 novembre 2010 lors de la Masters Cup le prix Favori des Fans pour la huitième année consécutive en dépassant d'une courte tête Rafael Nadal par 47 % des voix contre 42 %,.
Sur le plan purement sportif, il réussit son entrée à la Masters Cup en remportant ses trois matchs de poule (groupe B) contre David Ferrer (6-1, 6-4) en 1 h 27 min, Andy Murray (6-4, 6-2) en 1 h 16 min et Robin Söderling (7-65, 6-3) en 1 h 28 min, dominant complètement sa poule. Puis, pour sa demi-finale contre Novak Djokovic 3e mondial, il gagne (6-1, 6-4) en seulement 1 h 20 min de jeu. Il se qualifie ainsi pour la finale, qu'il gagne face au no 1 mondial, Rafael Nadal (6-3, 3-6, 6-1) en 1 h 37 min ne perdant qu'un set au cours de cette Masters Cup,. Il a, lors de ce tournoi, proposé un jeu très basé sur l'offensive, n'hésitant pas à prendre le jeu à son compte, comme face à Novak Djokovic et Rafael Nadal. Il rejoint au palmarès Ivan Lendl et Pete Sampras avec cette cinquième victoire.

### 2011

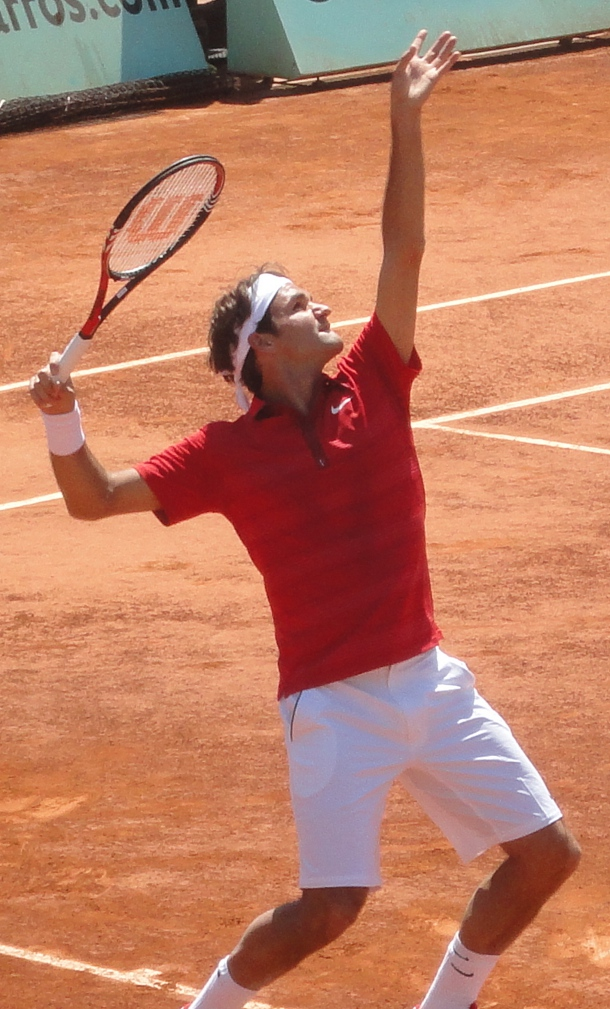
Roger Federer à Roland-Garros en 2011.

Au Masters de Rome, il démarre en l'emportant nettement face à Jo-Wilfried Tsonga (6-4, 6-2) mais s'incline en huitièmes de finale contre Richard Gasquet (4-6, 7-62, 7-64) dans un match qui sera élu comme le cinquième plus beau match du circuit ATP de l'année 2011.
À Roland-Garros, lors de son entrée en lice, Roger Federer vient à bout de Feliciano López (6-3, 6-4, 7-63) et de Maxime Teixera (6-3, 6-0, 6-2). Il rallie ensuite les huitièmes de finale en battant d'abord facilement Janko Tipsarević (6-1, 6-4, 6-3), puis son compatriote Stanislas Wawrinka pour une place en quarts de finale (6-3, 6-2, 7-5). Il bat ensuite assez aisément Gaël Monfils en trois sets (6-4, 6-3, 7-63), obtenant ainsi sa qualification en demi-finale, contre Novak Djokovic. Lors d'un match de très haut niveau, il réalise une grosse performance en venant à bout du Serbe qui était invaincu depuis le début de la saison. Il remporte le match en quatre manches (7-65, 6-3, 3-6, 7-65), sauvant au passage deux balles de premier set. Le lendemain, la majorité des journaux sportifs parlent de cette demi-finale comme l'un des plus beaux matchs jamais joué dans l'histoire de Roland-Garros, considérant que Federer avait prouvé, à près de 30 ans, qu'il restait l'un des plus grands joueurs de l'histoire du tennis, et sans doute l'un des ultimes joueurs à pouvoir élever son jeu à un tel niveau d'excellence. Ce match, qualifié d'anthologique, est l'un des plus beaux matchs de l'année.
À la suite de cette défaite, le Suisse déclare forfait pour l'Open de Halle, son traditionnel tournoi de préparation à Wimbledon, pour cause de douleurs à l'aine.
Pour son entrée en lice à Wimbledon, il offre un match tout en maîtrise face à Mikhail Kukushkin sur le Court Central (7-62, 6-4, 6-2). Au deuxième tour, il se défait facilement de Adrian Mannarino en trois sets (6-2, 6-3, 6-2). Il rallie les huitièmes de finale en dominant largement une vieille connaissance, David Nalbandian (6-4, 6-2, 6-4). Il se qualifie ensuite pour les quarts de finale en battant Mikhail Youzhny après la perte de la première manche (65-7, 6-3, 6-3, 6-3), mais s'incline finalement face à Jo-Wilfried Tsonga en cinq sets (3-6, 63-7, 6-4, 6-4, 6-4). C'est la deuxième fois en deux ans qu'il n'atteint pas le dernier carré du célèbre tournoi londonien et la première fois en 178 matchs de Grand Chelem qu'il perd un match en cinq sets en ayant remporté les deux premiers. Il n'égale donc pas encore cette année le record de sept titres remportés par Pete Sampras à Wimbledon.

### 2012

#### Début d'année
Federer enchaîne avec l'Open de Doha. Il bat successivement Nikolay Davydenko, finaliste de l'année précédente (6-2, 6-2), le Slovène Grega Žemlja, 116e mondial (6-2, 6-3) et Andreas Seppi, 38e mondial (6-3, 5-7, 6-4) avant de déclarer forfait pour les demi-finales en raison de douleurs au dos. C'est seulement son deuxième forfait en carrière.
À l'Open d'Australie, il se défait du qualifié Russe Alexander Kudryavtsev (7-5, 6-2, 6-2) puis profite du forfait d'Andreas Beck pour se qualifier sans jouer pour le troisième tour où il élimine le Croate Ivo Karlović (7-66, 7-5, 6-3). Il écarte ensuite l'Australien Bernard Tomic (6-4, 6-2, 6-2) facilement et se qualifie pour son 31e quart de finale d'affilée en Grand Chelem. Pour son 1000e match sur le circuit ATP, il se défait de Juan Martín del Potro 11e mondial, (6-4, 6-3, 6-2) et rallie la 30e demi-finale de Grand Chelem de sa carrière. Alors invaincu depuis 24 matchs, il s'incline contre son plus grand rival, le no 2 mondial Rafael Nadal (7-65, 2-6, 65-7, 4-6),.
Il participe au premier tour de la Coupe Davis où la Suisse perd 0-5 contre les États-Unis. Federer perd en simple contre John Isner (6-4, 3-6, 64-7, 2-6) et en double avec son équipier Stanislas Wawrinka face à la paire Mike Bryan-Mardy Fish (6-4, 3-6, 3-6, 3-6).
Deux semaines plus tard, au Tournoi de Rotterdam, il remporte le 71e titre de sa carrière en battant successivement Nicolas Mahut (6-4, 6-4), Jarkko Nieminen (7-5, 7-62), Nikolay Davydenko (4-6, 6-3, 6-4) puis en finale le 10e mondial Juan Martín del Potro en deux sets (6-1, 6-4),.
Lors de l'Open de Dubaï, il se qualifie une nouvelle fois en finale après avoir notamment écarté del Potro (7-65, 7-66) en demi-finale, en deux heures. Pour sa 7e finale à Dubaï, il domine Andy Murray en 2 sets (7-5, 6-4) et y remporte son 5e titre en 1 h 36 min. Il s'agit du 72e titre de Federer depuis le début de sa carrière.

#### Tournée américaine
Au Masters d'Indian Wells, il bat successivement Denis Kudla (6-4, 6-1), Milos Raonic (64-7, 6-2, 6-4), Thomaz Bellucci (3-6, 6-3, 6-4), puis le 9e mondial Juan Martín del Potro (6-3, 6-2) en 1 h 10 min, et parvient à se hisser en finale grâce à une victoire sur Rafael Nadal 2e mondial, en demi-finale (6-3, 6-4). Il rencontre l'Américain John Isner, tombeur du tenant du titre Novak Djokovic, et le bat (7-67, 6-3). Il gagne ainsi son 19e titre en Masters 1000, égalant Rafael Nadal au nombre de Masters 1000 gagnés en carrière. C'est son 73e titre sur le circuit ATP.
Au Masters de Miami, il bat au 2e tour Ryan Harrison (6-2, 7-63) avant de perdre dès le 3e tour face à Andy Roddick (64-7, 6-1, 4-6), mettant ainsi fin à sa série de 16 victoires consécutives, et signant la dernière confrontation entre les deux.

#### Saison sur terre battue
Après une période de six semaines sans tournois, Federer reprend la compétition au Masters de Madrid, et commence ainsi sa saison sur terre battue. Directement qualifié pour le deuxième tour, il bat le Canadien Milos Raonic (4-6, 7-5, 7-64) difficilement, 23e mondial au classement ATP, au terme d'un match disputé. Il dispose par la suite de Richard Gasquet en 1/8 de finale (6-3, 6-2), puis David Ferrer en quart de finale (6-4, 6-4). En demi-finale, étape qu'il atteint pour la huitième fois consécutive à Madrid, il rencontre Janko Tipsarević 8e mondial, tombeur de Novak Djokovic au tour précédent. Il l'emporte (6-2, 6-3), et se qualifie pour sa 5e finale à Madrid. Il bat difficilement Tomáš Berdych (3-6, 7-5, 7-5) en 2 h 40 min, remportant son 20e Masters 1000 et redevenant par la même occasion numéro deux mondial au détriment de Rafael Nadal.
Une semaine plus tard, il s'incline en demi-finale du Masters de Rome face à Novak Djokovic sur le score de (2-6, 64-7). Le Serbe perd finalement en finale contre Rafael Nadal, qui reprend à Federer la seconde place mondiale et bat son record de victoires en Masters 1000 (21 contre 20).
Aux Internationaux de France de Roland-Garros, Federer bat successivement lors des premiers tours Tobias Kamke (6-2, 7-5, 6-3), Adrian Ungur (6-3, 6-2, 66-7, 6-3), Nicolas Mahut (6-3, 4-6, 6-2, 7-5) puis le jeune Belge David Goffin (5-7, 7-5, 6-2, 6-4) en huitième de finale, accédant ainsi aux quarts de finale d'un tournoi du Grand Chelem pour la trente-deuxième fois consécutive. En quart de finale, il bat Juan Martín del Potro en cinq sets (3-6, 64-7, 6-2, 6-0, 6-3), remontant un handicap de deux sets à zéro pour la septième fois de sa carrière après 3 h 14 min de jeu. En demi-finale, Federer retrouve Novak Djokovic, difficile vainqueur en 5 manches du Français Jo-Wilfried Tsonga, pour une revanche de leur rencontre au même stade de la compétition lors de l'édition précédente, mais il perd contre le Serbe en seulement 3 manches sur le score de (4-6, 5-7, 3-6) et deux heures.

#### Saison sur gazon (dont Jeux olympiques)
En guise de préparation à Wimbledon, il participe à l'Open de Halle. Il perd en finale face à l'Allemand Tommy Haas, 87e mondial, sur le score de (65-7, 4-6).

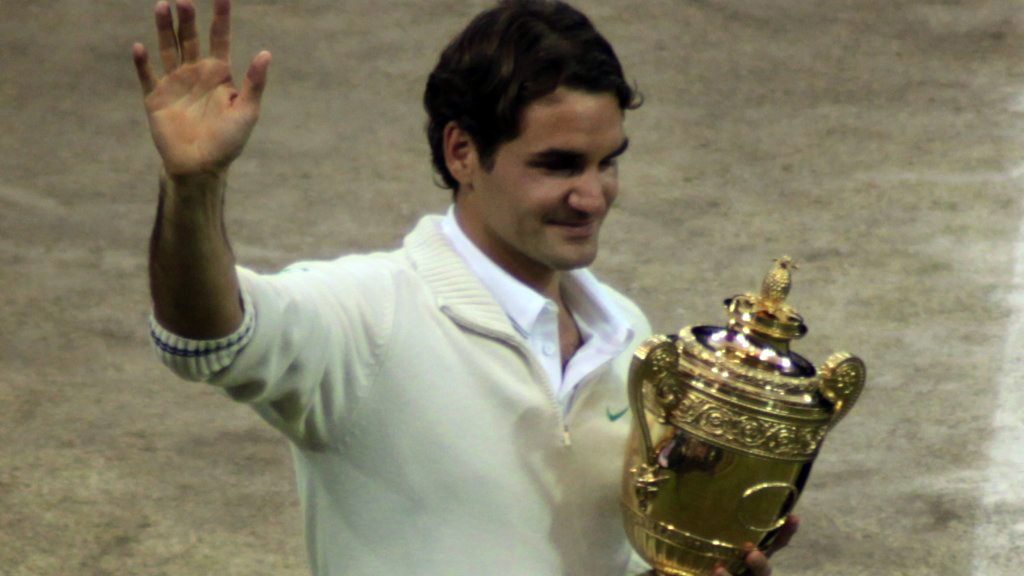
Le Suisse lors de la remise des trophées du tournoi messieurs de Wimbledon 2012.

La semaine suivante, il fait son entrée en lice à Wimbledon. Il bat au premier tour Albert Ramos (6-1, 6-1, 6-1), et au second Fabio Fognini (6-1, 6-3, 6-2). Au troisième tour, il remonte un handicap de 2 sets face à Julien Benneteau pour s'imposer (4-6, 63-7, 6-2, 7-66, 6-1) après 3 h 34 min de jeu. En huitième de finale, il affronte le Belge Xavier Malisse et, malgré un mal de dos, finit par s'imposer (7-61, 6-1, 4-6, 6-3) en 2 h 10 min, atteignant son 33e quart de finale consécutif en Grand Chelem. Il se qualifie ensuite très facilement en demi-finale (sa 32e en Grand Chelem, un record) en s'imposant (6-1, 6-2, 6-2) après une heure et demie face au Russe Mikhail Youzhny. Il y affronte Novak Djokovic no 1 mondial, pour leur premier affrontement sur gazon en vingt-sept confrontations, et le bat (6-3, 3-6, 6-4, 6-3) en 2 h 19 min, ralliant ainsi sa huitième finale à Wimbledon (nouveau record). Federer triomphe ainsi sur un numéro un mondial pour la première fois depuis sa victoire sur Nadal, en finale du Masters 2010, et vainc un tenant du titre de Grand Chelem pour la première fois depuis son triomphe sur Pete Sampras, à Wimbledon, en 2001,,. Il remporte sa finale contre le Britannique Andy Murray (4-6, 7-5, 6-3, 6-4) après 3 h 28 min de jeu (durant la rencontre le toit a été déplié pour cause de pluie), remportant ainsi son 7e Wimbledon (égalant le record de Pete Sampras) et son 17e tournoi du Grand Chelem,. Il retrouve de plus la place de numéro 1 mondial, perdue en 2010, et égale le record du nombre de semaines passées à la 1re place mondiale, détenu jusqu'alors par Pete Sampras (avec 286 semaines), un record qui est battu sept jours plus tard, la semaine du 16 juillet,.

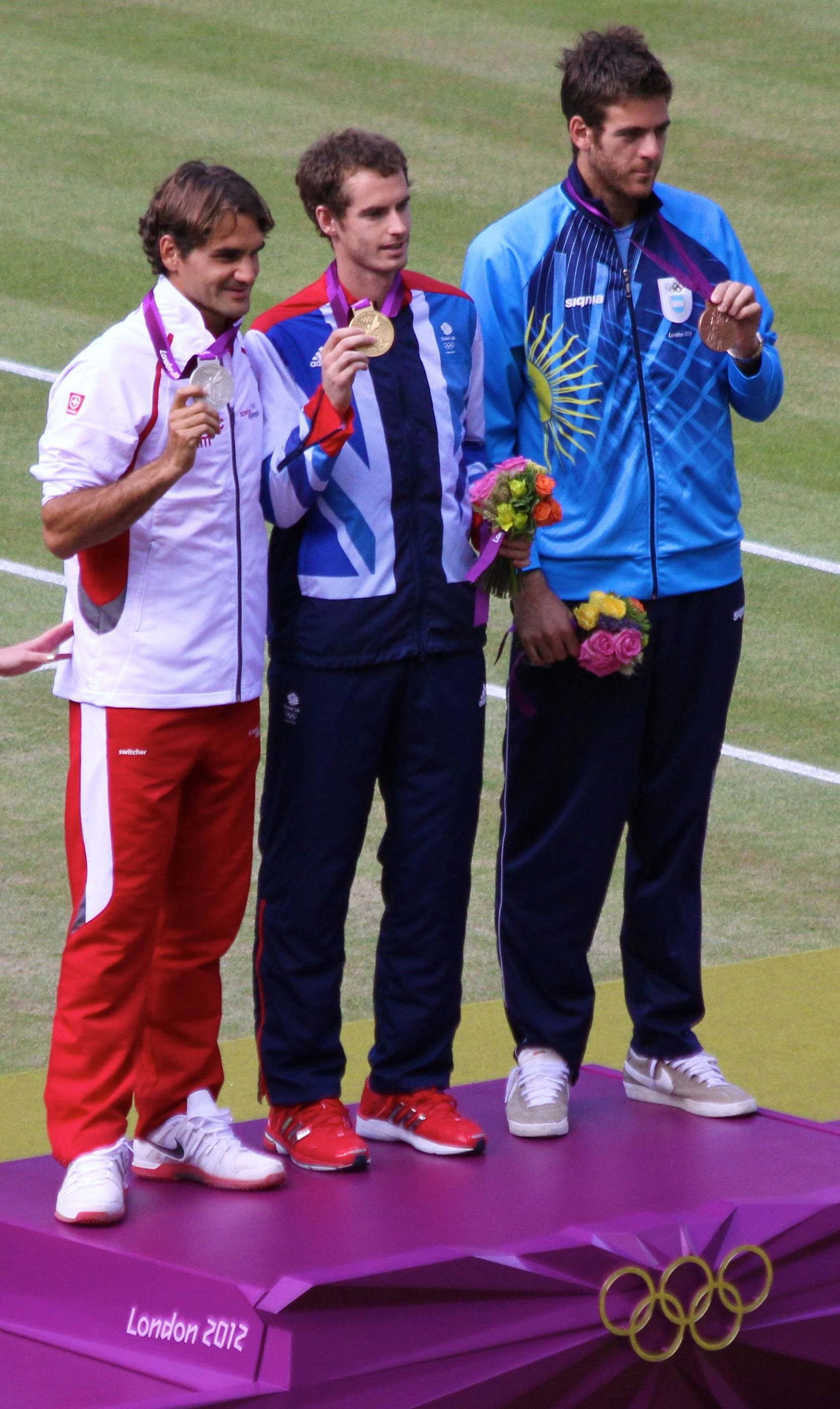
Roger Federer aux Jeux olympiques de 2012, au côté de Andy Murray, médaille d'or.

Aux Jeux olympiques, organisés au All England Lawn Tennis and Croquet Club de Wimbledon, il bat Alejandro Falla au premier tour sur le score de 6-3, 5-7, 6-3. Au 2e tour, il s'impose face au Français Julien Benneteau en deux sets (6-2, 6-2). Il continue en éliminant Denis Istomin en huitième de finale (7-5, 6-3) et le 11e mondial, John Isner en quart de finale (6-4, 7-65) pour s'adjuger une place en demi-finale. Il rencontre Juan Martín del Potro 9e mondial, qu'il bat lors d'un match historique puisqu'il se défait de l'Argentin sur le score final de (3-6, 7-65, 19-17) en 4 h 26 de jeu, ce qui en fait le match au meilleur des trois sets le plus long de l'histoire de l'ère open. Grâce à cette victoire, Federer se qualifie pour la finale et s'assure l'obtention d'une médaille olympique en simple,. En finale, il perd sèchement face à Andy Murray (2-6, 1-6, 4-6) 4e mondial remportant son premier gros titre, et le Suisse fatigué de son précédent match contre l'Argentin n'a pas pu suivre. Il obtient donc la médaille d'argent à l'issue de ces Jeux Olympiques,.

#### US Open series
Après avoir fait l'impasse à Toronto, du fait de sa fatigue et de la proximité du tournoi avec les JO de Londres, il commence sa saison américaine au Masters de Cincinnati. Exempté de 1er tour, il commence le tournoi en battant Alex Bogomolov au 2e tour sur le score de 6-3, 6-2. Il passe sans encombre les huitièmes de finale (6-2, 6-4) en prenant le dessus sur Bernard Tomic. En quart de finale il bat Mardy Fish sur le score de (6-3, 7-64) alors 20e mondial, et en demi-finale, il s'impose face à son compatriote Stanislas Wawrinka en deux sets (7-64, 6-3). Il remporte le tournoi pour la cinquième fois (sans avoir perdu ni son service ni le moindre set), un record, en battant en finale le no 2 mondial, Novak Djokovic sur le score de 6-0, 7-67. Le premier set 6-0 a été arraché en 20 minutes, fait qui ne s'était jamais produit en 27 confrontations. Il conforte donc sa première place mondiale avant de disputer l'US Open. Il est donc assuré de rester numéro 1 après l'US Open (294 semaines) et il égale à cette occasion le record de Rafael Nadal de titres de Masters 1000, avec 21 tournois remportés.
La semaine suivante, il enchaîne avec le dernier Grand Chelem de l'année : l'US Open. Il s'impose au premier tour face à Donald Young sur le score de 6-3, 6-2, 6-4. Au deuxième tour, il se défait facilement de l'Allemand Björn Phau sur le score de 6-2, 6-3, 6-2. En seizième de finale, c'est au tour de Fernando Verdasco d'être battu sur le score de 6-3, 6-4, 6-4. En huitième de finale, il bénéficie du forfait de l'Américain Mardy Fish pour atteindre son 34e quart de finale consécutif en Grand Chelem, mais il perd face au Tchèque Tomáš Berdych 7e mondial, sur le score de 61-7, 4-6, 6-3, 3-6. Il n'avait plus perdu à ce stade du tournoi depuis son premier trophée en 2004,.

#### Tournée asiatique
Après un peu de repos, Federer entre en lice du Masters 1000 de Shanghai. Il a été victime de menace de mort de la part d'un internaute chinois, qui s'est ensuite excusé.
Exempté de premier tour étant tête de série no 1, il commence le tournoi au second tour face à Lu Yen-hsun, qu'il bat sur le score de 6-3, 7-5. Il se défait ensuite de son compatriote Suisse Stanislas Wawrinka en 3 sets (4-6, 7-64, 6-0). À ce stade du tournoi, il est assuré d'être encore numéro 1 pour la 300e semaine, un record absolu. En quart de finale, il bat Marin Čilić (6-3, 6-4), mais perd sa demi-finale face à Andy Murray sur le score de 4-6, 4-6.

#### Saisonindoor
Roger Federer entre en lice au tournoi de Bâle dont il est le tenant du titre pour le début de la tournée indoor. Il se qualifie pour les huitièmes de finale en éliminant l'Allemand Benjamin Becker en 2 sets (7-5, 6-3), puis se défait du Brésilien Thomaz Bellucci en trois sets accrochés sur le score de 6-3, 66-7, 7-5. En demi-finales il éteint Paul-Henri Mathieu en deux sets (7-5, 6-4). Il retrouve en finale Juan Martín del Potro, qui le bat sur le score de 4-6, 7-65, 63-7. Roger Federer conserve sa place de no 1 mondial pour être allé jusqu'en finale du tournoi.
À l'issue de sa défaite en finale du tournoi de Bâle, il déclare forfait pour le Masters 1000 de Paris-Bercy, se déroulant la semaine suivante, afin de se reposer pour le Masters. Il déclare que même s'il avait gagné à Bâle, il aurait quand même déclaré forfait pour Paris, étant fatigué et ayant quelques petits soucis. Ce forfait assure à Novak Djokovic de récupérer la place de no 1 mondial en fin de saison.
La saison ATP s'achève par le Masters, dont Federer est double tenant du titre. C'est sa 11e participation consécutive, il vise un 7e titre. Federer se retrouve dans la poule B en compagnie de David Ferrer, Juan Martín del Potro et Janko Tipsarević. del Potro peut être le seul à l'inquiéter au vu de leur dernière rencontre au tournoi de Bâle. Il commence le tournoi face à Tipsarević, qui ne l'a jamais battu en cinq rencontres. Federer remporte ce premier match aisément sur le score de 6-3, 6-1. Avec ce succès, il bat le record du nombre de matchs gagnés en carrière dans le Masters avec 40 victoires (contre 39 victoires au précédent recordman Ivan Lendl). Lors de la deuxième rencontre du groupe, il est opposé à l'Espagnol David Ferrer et l'emporte sur le score de (6-4, 7-65) en 1 h 48, ce qui constitue sa quatorzième victoire sur Ferrer en autant de confrontations. Pour le dernier match de la poule B, il perd contre Juan Martín del Potro en 3 sets sur le score de 63-7, 6-4, 3-6 mais se qualifie pour les demi-finales. En demi-finales il bat Andy Murray (7-65, 6-2), et se qualifie pour la finale,. En finale il s'incline face à Novak Djokovic lors d'un match serré (66-7, 5-7).

### 2013

#### Début d'année
Roger Federer réduit son calendrier en 2013, planifiant plus de plages de repos qu'à son habitude avec seulement quatorze tournois prévus, mais son calendrier demeure flexible. Il participera au tournoi de Bâle, auquel il n'avait pas prévu de jouer dans son programme initial. Contrairement son choix en 2012, année où il avait participé au premier tour de la Coupe Davis (pour la première fois depuis 2004), il décide de ne pas s'aligner (l'équipe suisse est éliminée au 1er tour par les tenants du titre tchèques). Cette décision a suscité le mécontentement au sein de la fédération suisse de tennis. Il décide aussi de ne pas participer au tour de barrage contre l'Équateur en septembre. Début juillet Federer décide contre toute attente de participer au tournoi de Gstaad, et le lendemain de cette annonce il déclare qu'il participera également au tournoi de Hambourg. Cela est d'autant plus surprenant que la saison sur dur démarre pour Federer début août.
Roger Federer commence la saison 2013 par l'Open d'Australie, tournoi qu'il n'a plus gagné depuis 2010. Il reste ici sur une série de neuf demi-finales consécutives depuis son premier titre en 2004. Au premier tour, il surclasse l'Avignonnais Benoît Paire sur le score de 6-2, 6-4, 6-1. Ensuite il retrouve au second tour le Russe Nikolay Davydenko, qu'il bat 6-3, 6-4, 6-4. Il bat ensuite Bernard Tomic (6-4, 7-65, 6-1). Il gagne ensuite contre le puissant serveur Milos Raonic au quatrième tour en 3 sets (6-4, 7-64, 6-2) en 1 h 53 min. Pour son 35e quart de finale consécutif en Grand Chelem, il bat en 5 sets Jo-Wilfried Tsonga 8e mondial, lors d'un match serré (7-64, 4-6, 7-64, 3-6, 6-3) après 3 h 34 min de jeu. Finalement, il s'incline en demi-finale face au Britannique Andy Murray 3e mondial, lors d'un match en cinq manches (4-6, 7-65, 3-6, 7-62, 2-6) en quatre heures de jeu marqué par de nombreux rebondissements mais aussi par la domination globale de l'Écossais. La différence s'étant faite au service.
Il participe ensuite au tournoi de Rotterdam, dont il est le tenant du titre. Au premier tour il bat le Slovène Grega Žemlja (6-3, 6-1). Au second tour, il dispose facilement du Néerlandais Thiemo de Bakker (6-3, 6-4). En quarts de finale il perd contre Julien Benneteau en deux sets (3-6, 5-7).
Roger Federer participe ensuite au tournoi de Dubaï dont il est le tenant du titre. Il lâche un set au premier tour face à l'invité Tunisien Malek Jaziri, puis gagne sept jeux consécutifs et gagne en 3 sets (5-7, 6-0, 6-2). En huitièmes de finale, il affronte l'Espagnol Marcel Granollers et remporte le match en deux manches (6-3, 6-4). Puis il se qualifie pour la demi-finale en battant le Russe Nikolay Davydenko (6-2, 6-2). Roger Federer mène désormais 19 à 2 dans leurs confrontations. Il retrouve Tomáš Berdych 6e mondial en demi-finale, qui le bat pour la seconde fois consécutive, en 3 sets (6-3, 68-7, 4-6), après avoir manqué trois balles de match dans le tie break. Cette défaite entraîne la perte du deuxième titre du Suisse en février.

#### Tournée américaine
Il participe au premier Masters 1000 de l'année, celui d'Indian Wells. Il est le tenant du titre et tête de série no 2. Il est exempté de premier tour et rencontre au second tour Denis Istomin, qu'il bat 6-2, 6-3. Ensuite il se qualifie pour les huitièmes de finale en dominant aisément le Croate Ivan Dodig (6-3, 6-1) en 61 min. Puis Roger Federer bat son compatriote Suisse Stanislas Wawrinka (6-3, 64-7, 7-5) en 2 h 20 min. Il retrouve son rival Rafael Nadal en quarts de finale. Les deux joueurs ne se sont plus affrontés depuis un an, lors de leur demi-finale à Indian Wells remportée par le Suisse. Roger Federer, blessé au dos depuis deux matchs, est battu par l'Espagnol (4-6, 2-6). C'est le troisième tournoi d'affilée auquel le Suisse participe et où il y perd son titre.

#### Saison sur terre battue
Après une pause d'un mois et demi, Federer commence sa saison sur terre battue par le Masters de Madrid. Tête de série no 2, il accède directement au second tour et se qualifie pour les huitièmes de finale en disposant facilement du Tchèque Radek Štěpánek (6-3, 6-3). Au tour suivant, Federer s'incline en trois sets face au Japonais Kei Nishikori (4-6, 6-1, 2-6), 16e mondial. Il perd son titre et la place de numéro 2 mondial, au profit du Britannique Andy Murray.
Federer enchaîne avec le Masters de Rome où il bénéficie d'un tableau relativement dégagé grâce aux éliminations précoces d'Andy Murray et de Juan Martín del Potro dans sa partie de tableau. Comme pour le tournoi précédent, il débute par le second tour et se qualifie aisément pour les huitièmes de finale en battant l'Italien Potito Starace (6-1, 6-2). Puis il enchaîne en venant rapidement à bout du Français Gilles Simon en une heure de jeu, sur le même score qu'au tour précédent (6-1, 6-2). Federer bat le Polonais Jerzy Janowicz en quart de finale, au terme d'un match accroché (6-4, 7-62). En demi-finale il élimine le Français Benoît Paire en deux sets (7-65, 6-4). En finale il rencontre son vieux rival Rafael Nadal, mais perd en 2 sets (1-6, 3-6) en 1 h 9 min, complètement submergé par le jeu de l'Espagnol,.
Vient ensuite le second Grand Chelem de l'année avec Roland-Garros. C'est la première fois depuis l'année 2000 que Federer se présente à Roland-Garros sans titre de la saison en poche. Roger est tête de série no 2 et dispose d'un bas de tableau assez clément. Son tournoi débute par deux victoires rapides contre deux qualifiés, Pablo Carreño Busta et Somdev Devvarman. Federer se qualifie pour les huitièmes de finale en battant le Français Julien Benneteau (6-3, 6-4, 7-5). En huitième de finale, il retrouve à nouveau un Français, Gilles Simon, dont il dispose au terme d'un match en 5 sets (6-1, 4-6, 2-6, 6-2, 6-3) après trois heures, ce qui lui permet d'emporter la 900e victoire de sa carrière et son 36e quart de finale consécutif en Grand Chelem. En quart de finale il s'incline face au Français Jo-Wilfried Tsonga 8e mondial, (5-7, 3-6, 3-6) en 1 h 51 min. Qualifiant sa défaite de « limpide ».

#### Saison sur gazon
Roger Federer commence la saison sur gazon par le tournoi de Halle, en guise de préparation de Wimbledon.
En double, il fait équipe avec Tommy Haas, qui est tenant du titre en simple de 2012 et avait battu Federer en finale. Ils sont battus dès le 1er tour.
En simple, il bat l'Allemand Cedrik-Marcel Stebe et se qualifie pour les quarts de finale. En quart de finale, il se défait facilement d'un autre joueur local, l'Allemand Mischa Zverev, lui infligeant un 6-0, 6-0 en moins de 40 minutes. C'est seulement la deuxième fois de sa carrière qu'il signe un score si cinglant, après celui infligé à l'Argentin Gastón Gaudio en demi-finales du Masters de Shanghai le 14 novembre 2005. En demi-finale, Federer retrouve son adversaire de la finale de l'édition précédente Tommy Haas 11e mondial, et prend sa revanche en trois sets (3-6, 6-3, 6-4). Il s'impose en finale face au Russe Mikhail Youzhny (65-7, 6-3, 6-4) dans un match compliqué. Il remporte ainsi son premier titre de la saison, son sixième au tournoi de Halle, à une semaine de Wimbledon.
Il entame ensuite le tournoi de Wimbledon en tant que tenant du titre avec un 1er tour qu'il négocie facilement face au Roumain Victor Hănescu. Mais au second tour, à la surprise générale, il s'incline sur le gazon londonien devant l'Ukrainien Serhiy Stakhovsky 116e mondial, sur le score de (7-65, 65-7, 5-7, 65-7). En conférence de presse, Roger n'est pas abattu pour autant, il relativise sa défaite et affiche sa détermination aussi bien pour la suite de la saison, que pour celle de sa carrière, qu'il ne voit pas s'achever prochainement, malgré le déclin annoncé par les journalistes. Son record de 36 quarts de finale consécutifs s'arrête ainsi et il est assuré de quitter le top 4 pour la première fois depuis dix ans, en faveur des Espagnols Rafael Nadal (malgré sa défaite au premier tour) et David Ferrer,.

#### Retour sur terre battue
Roger Federer entre en lice au tournoi de Hambourg après Wimbledon. Exempté de premier tour étant tête de série numéro 1, il se qualifie au second tour pour les huitièmes de finale en disposant de l'Allemand Daniel Brands. En huitième de finale, il bat facilement le Tchèque Jan Hájek, puis valide son ticket pour les demi-finales en éliminant l'Allemand Florian Mayer en trois sets. En demi-finale, il perd contre l'Argentin Federico Delbonis, 114e mondial (67-7, 64-7).
La semaine suivante, il participe au tournoi de Gstaad où il est éliminé dès son premier match par l'Allemand Daniel Brands (3-6, 4-6), à cause de ses problèmes sérieux au dos.

#### US Open series
Au Masters de Cincinnati, le Suisse joue son premier tour de façon convaincant contre Philipp Kohlschreiber (6-3, 7-67), mais passe non loin de l'élimination contre Tommy Haas, se faisant violence pour remporter le match (1-6, 7-5, 6-3) après avoir été mené 1-6, 1-3. Il s'incline néanmoins au tour suivant contre son vieux rival Rafael Nadal (7-5, 4-6, 3-6), et ce pour la 21e fois en 31 confrontations, malgré un match assez positif pour le Suisse. Cette défaite a pour conséquence la chute du Suisse à la 7e place mondiale, dépassé par Juan Martín del Potro et Tomáš Berdych. C'est le classement le plus bas du Suisse depuis 2002.
Puis vient l'US Open, le dernier Grand Chelem de l'année. Il se défait au 1er tour du Slovène Grega Žemlja et ne fait qu'une formalité de l'Argentin Carlos Berlocq (6-3, 6-2, 6-1). Au troisième tour, il balaye Adrian Mannarino. Cependant, il est battu en huitième de finale par Tommy Robredo (63-7, 3-6, 4-6), joueur qu'il rencontre pour la 11e fois sur le circuit et contre qui il n'avait encore jamais perdu. Le public en restera abasourdi, tout comme l'Espagnol.

#### Tournée asiatique
Roger Federer revient à la compétition après une pause depuis l'US Open, en s'alignant au tournoi de Shanghai. Exempté de 1er tour, il bat au second tour l'Italien Andreas Seppi. Il perd en huitième de finale face à Gaël Monfils 42e mondial, (4-6, 7-65, 3-6).

#### Saisonindoor

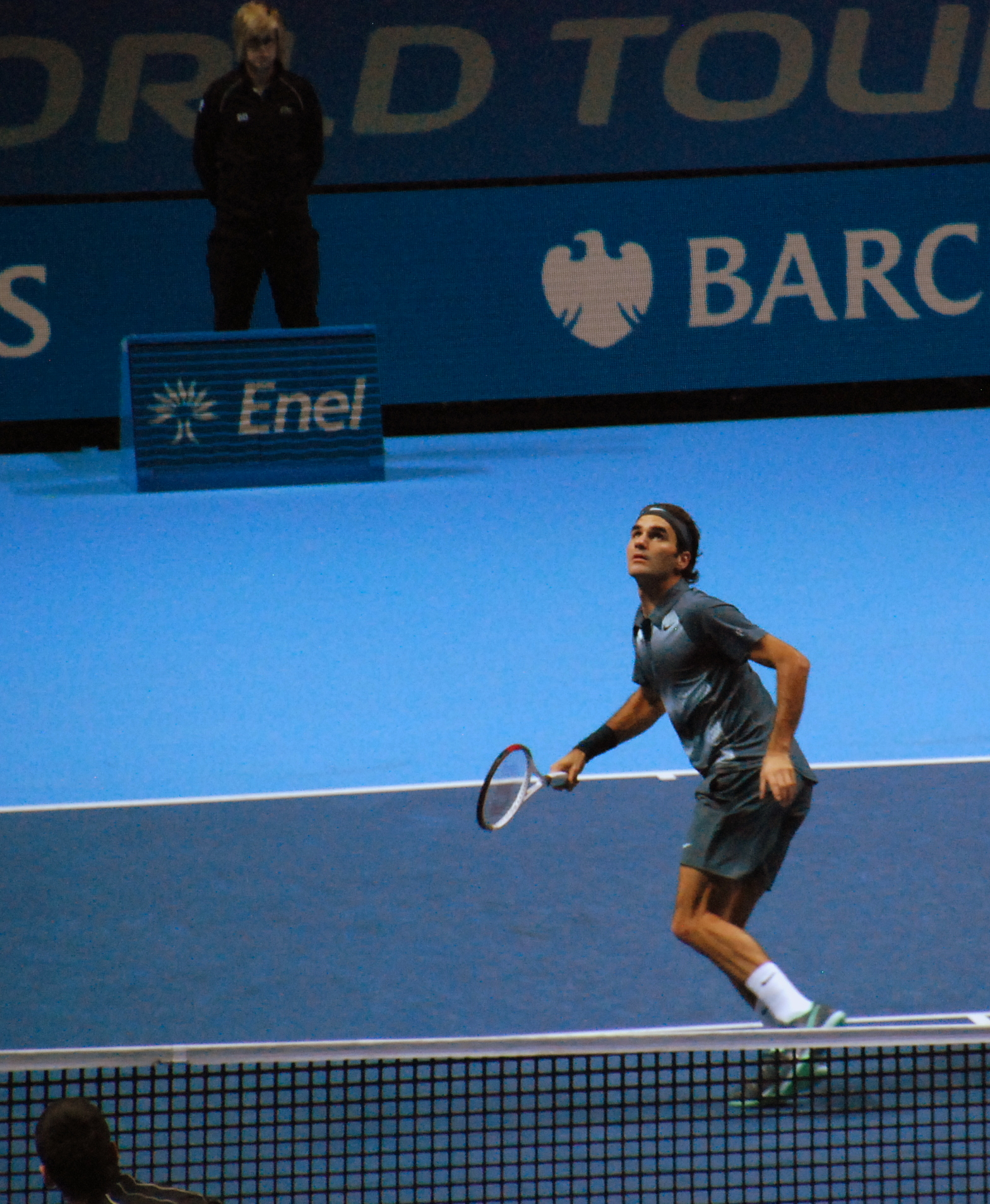
Roger Federer aux Masters en 2013.

Pour son entrée en lice au tournoi de Bâle, il bat le Français Adrian Mannarino (6-4, 6-2), et se qualifie pour les huitièmes de finale. En éliminant Denis Istomin (4-6, 6-3, 6-2), Federer décroche son ticket pour les quarts de finale, puis sort le Bulgare Grigor Dimitrov (6-3, 7-62). En demi-finale il est opposé à Vasek Pospisil, qu'il bat en 3 sets (6-3, 63-7, 7-5). En finale, il s'incline face à Juan Martín del Potro malgré un niveau de jeu élevé sur le score de (63-7, 6-2, 4-6).
Il est aligné la semaine suivante au Masters de Paris-Bercy et a pour enjeu de conforter sa place pour le Masters de fin d'année. Exempté de 1er tour, Federer bat au 2d tour le Sud-Africain Kevin Anderson sur le score de 6-4, 6-4, et valide son ticket pour le Masters. Ensuite en 1/8 de finale il s'impose face à l'Allemand Philipp Kohlschreiber (6-3, 6-4), et en quart de finale il prend sa revanche sur l'Argentin Juan Martín del Potro, 5e mondial (6-3, 4-6, 6-3). En demi-finale, il a rendez-vous avec le Serbe Novak Djokovic. Federer perd cette demi-finale sur le score de 6-4, 3-6, 2-6. Commençant parfaitement le match et dominant d'un tennis inspiré et très agressif la première heure de jeu, il cède au physique sur la fin du match.
Le Masters clôt la saison de tennis 2013, 12e participation consécutive pour Federer. Il fait partie du groupe B, où figure Novak Djokovic, Juan Martín del Potro et Richard Gasquet. Il est battu par Novak Djokovic (4-6, 7-62, 2-6) en 2 h 22, puis domine Richard Gasquet (6-4, 6-3) en 1 h 21. Ensuite, il se qualifie pour les demi-finales en faisant tomber une seconde fois de suite l'Argentin Juan Martín del Potro (4-6, 7-62, 7-5) après 2 h 26 de match acharné. En demi-finale, il s'incline contre le no 1 mondial, Rafael Nadal (5-7, 3-6) en 1 h 20, signifiant la première défaite du Suisse aux Masters contre Nadal sur la surface indoor.

### 2014

#### Début d'année

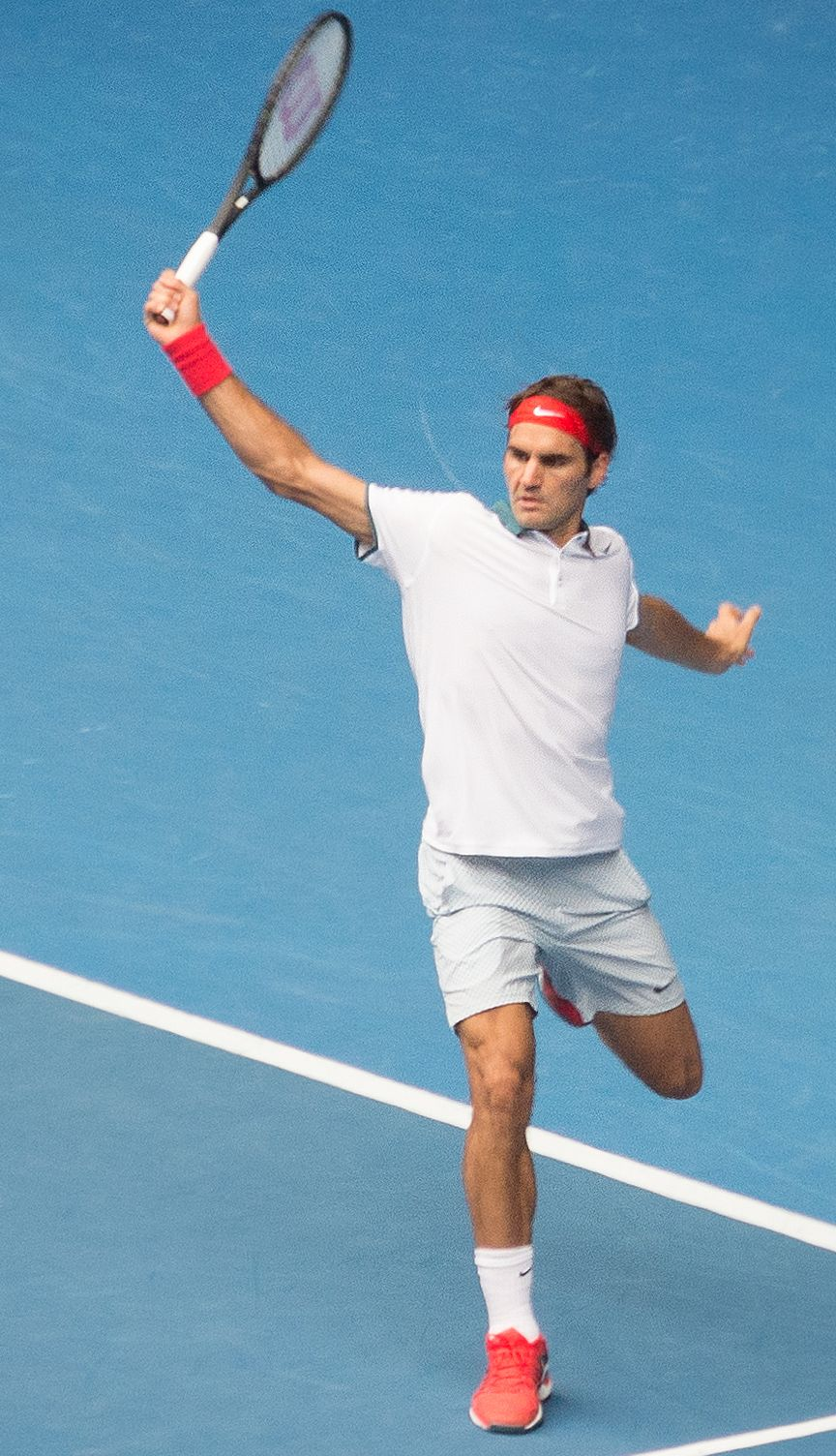
Federer à l'Open d'Australie 2014.

En 2014, Roger Federer a un calendrier classique, mis à part le fait qu'il participe au tournoi de Brisbane au lieu du tournoi de Doha, où on a l’habitude de le voir en marge de la préparation du Grand Chelem d'Australie.
Après deux ans d'absence au Masters de Monte-Carlo et alors qu'il n'était pas prévu à son calendrier, Roger Federer a accepté une wild card des organisateurs.
Il commence sa saison avec le tournoi de Brisbane, où il est engagé en simple et en double. Pour le double, il fait équipe avec Nicolas Mahut et les deux hommes vont jusqu'en demi-finale. En simple, Roger Federer est exempté de 1er tour étant tête de série no 1. En huitièmes de finale, il bat le Finlandais Jarkko Nieminen (6-4, 6-2), puis en quarts de finale il élimine en moins d'une heure de jeu Marinko Matosevic (6-1, 6-1). Federer valide son ticket pour la finale en se défaisant du Français Jérémy Chardy (6-3, 6-73, 6-3). En finale, Federer perd contre Lleyton Hewitt en 3 sets (1-6, 6-4, 3-6).
Avant de commencer le premier Grand Chelem de l'année, l'Open d'Australie, il organise une exhibition pour sa fondation et affronte Jo-Wilfried Tsonga, qu'il bat 6-7, 6-3, 7-5. Roger devient le recordman du nombre de participations consécutives en Grand Chelem dans l'ère Open (57), et est tête de série no 6. Pour son premier match, il est opposé au 1er tour à la wild-card Australienne James Duckworth et le bat 6-4, 6-4, 6-2. Au 2e tour, il élimine Blaž Kavčič, et décroche son ticket pour les huitièmes en écartant sans soucis Teymuraz Gabashvili (6-2, 6-2, 6-3). En huitièmes de finale, il frappe un premier grand coup en écartant avec la manière son premier top 10, le Français Jo-Wilfried Tsonga (6-3, 7-5, 6-4) en 1 h 52, puis confirme son retour à un haut niveau de jeu en battant en quart de finale le Britannique Andy Murray (6-3, 6-4, 66-7, 6-3) en 3 h 20. En demi-finale, il s'incline contre Rafael Nadal en 3 sets (64-7, 3-6, 3-6) en 2 h 24 et perd ainsi sa place de no 1 Suisse, détenue depuis 13 ans, au profit de Stanislas Wawrinka qui s'impose en finale contre l'Espagnol et empoche son premier tournoi du Grand Chelem.
Il participe ensuite à l'Open de Dubaï en tant que tête de série no 4. Il se défait successivement de Benjamin Becker, Radek Štěpánek (6-2, 64-7, 6-3), puis Lukáš Rosol. En demi-finale, il affronte pour la 32e fois Novak Djokovic no 2 mondial, qu'il bat (3-6, 6-3, 6-2). En finale, il s'impose contre le Tchèque Tomáš Berdych, 6e mondial sur le score de (3-6, 6-4, 6-3), et s'offre ainsi son 78e titre et le premier depuis juin 2013.

#### Tournée américaine
La tournée américaine commence avec le Masters d'Indian Wells auquel il participe en simple et en double avec son compatriote Stanislas Wawrinka. En simple, il bat au deuxième tour le Français Paul-Henri Mathieu et au troisième tour le Russe Dmitri Toursounov (7-67, 7-62). Il décroche son ticket pour les quarts en éliminant l'Allemand Tommy Haas (6-4, 6-4), puis se défait facilement du géant Sud-Africain Kevin Anderson (7-5, 6-1). En demi-finale, Federer bat sèchement l'Ukrainien Alexandr Dolgopolov en une heure de jeu sur le score de 6-3, 6-1. Cela lui permet de retrouver en finale Novak Djokovic qu'il a battu deux semaines auparavant en demi-finale, mais contre lequel il n'a pas disputé de finale depuis novembre 2012 (au Masters de tennis de fin d'année). Federer perd alors un match serré et intensif, avec un tie-break décisif adjugé au Serbe (6-3, 3-6, 63-7). Malgré cette défaite, Federer réintègre le top 5 et démontre qu'il est revenu à un niveau de jeu très élevé.
En double, Federer et Wawrinka s'inclinent en demi-finale contre Alexander Peya et Bruno Soares (6-4, 6-1).
Il continue la semaine suivante avec le Masters de Miami. Il enchaîne facilement en éliminant rapidement Ivo Karlović (6-4, 7-64), puis Thiemo de Bakker. Au quatrième tour, il est encore plus expéditif face au neuvième joueur mondial, Richard Gasquet (moins de 50 minutes). Il s'incline cependant en quart de finale face à Kei Nishikori (alors 21e mondial) après avoir remporté le premier set (6-3, 5-7, 4-6) et avoir eu deux fois un break d'avance dans le deuxième set.
Il joue ensuite la rencontre de Coupe Davis face au Kazakhstan avec Stanislas Wawrinka. Il remporte ses deux matchs en simple mais perd son match en double. Les Suisses s'imposent finalement 3-2 et se qualifient pour les demi-finales face à l'Italie.

#### Saison sur terre battue
Arrive ensuite le Masters de Monte-Carlo, l'un des rares titres manquant encore à son palmarès. Exempté du premier tour et bénéficiant d'une wild card, il affronte directement Radek Štěpánek dont il vient à bout assez aisément. Au troisième tour, il retrouve un autre Tchèque, Lukáš Rosol contre qui il n'éprouve pas de difficulté. Arrivent les quarts de finale où il se défait de Jo-Wilfried Tsonga 12e mondial, en passant à deux points de l'élimination (2-6, 7-66, 6-1) et été largement dominé dans la première manche. En demi-finale, il bat le no 2 mondial Novak Djokovic (7-5, 6-2) qui ne représente pas une menace sérieuse, ce dernier semblant très affaibli dès le début de la seconde manche. Enfin, en finale (une première depuis 2000, où une finale ATP se jouera entre deux Suisses), il rencontre son compatriote Stanislas Wawrinka nouveau no 3 mondial, contre qui il a un ratio très positif. Cela dit, Roger s'incline (6-4, 65-7, 2-6) après avoir pourtant dominé le début du match. Il passe très près du titre mais le Vaudois affiche un niveau de jeu très impressionnant et domine le Bâlois.
Peu avant le début du Masters de Rome, Federer déclare ne pas être véritablement dans l'esprit de la compétition, car il aurait préféré rester un peu plus longtemps avec ses deux nouveau-nés. Son vœu semble exaucé puisqu'il s'incline dès son entrée en lice face à Jérémy Chardy (6-1, 3-6, 66-7) alors qu'il avait pourtant dominé le début de la rencontre et même bénéficié d'une balle de match.
À Roland-Garros, le Suisse se défait aisément de ses deux premiers adversaires, le Slovaque Lukáš Lacko puis le jeune Argentin Diego Schwartzman en trois manche. Par la suite, il rencontre un autre trentenaire, le Russe Dmitri Toursounov, contre lequel il éprouve quelques difficultés et concède son premier set mais dont il vient à bout (7-5, 67-7, 6-2, 6-4), après avoir pourtant bénéficié d'une balle de deuxième set. En huitième de finale, il tombe sur un os, le Letton Ernests Gulbis 17e mondial, qui met un terme aux neuf quarts de finale consécutifs à Roland-Garros enregistrés par Federer depuis 2005 (7-65, 63-7, 2-6, 6-4, 3-6) en 3 h 42.
- Saison sur gazon

Federer défend ensuite son unique titre de l'année 2013 : l'Open de Halle, où, étant exempté du premier tour, il démarre en huitième de finale contre le Portugais João Sousa qu'il bat en perdant tout de même le premier set (68-7, 6-4, 6-2). Au tour suivant, il bénéficie du forfait de Lu Yen-hsun ce qui le propulse directement en demi-finale contre le Japonais Kei Nishikori dont il se défait à la suite d'un match assez serré (6-3, 7-64). Enfin, il remporte pour la septième fois le titre en battant le Colombien Alejandro Falla en deux sets très bataillés mais maîtrisés lors des tie-breaks (7-62, 7-63) et brandit ainsi le 79e trophée de sa carrière.
Au tournoi de Wimbledon, il ne perd aucun set au cours de ses quatre premiers matchs : il domine successivement l'Italien Paolo Lorenzi, le Luxembourgeois Gilles Müller, le Colombien Santiago Giraldo et prend en huitièmes de finale sa revanche sur l'Espagnol Tommy Robredo, son bourreau de l'US Open 2013 (6-1, 6-4, 6-4). En quart de finale, il bat son compatriote Stanislas Wawrinka 3e mondial, au terme d'un match intense et pour lequel Wawrinka a écarté quatre balles de match dans le dernier set. Mais, à la cinquième balle de match, Roger envoie un smash imparable et gagne en quatre sets (3-6, 7-65, 6-4, 6-4) après 2 h 33 de jeu. Roger décroche son ticket pour sa neuvième finale à Wimbledon en réalisant un match tout en maîtrise face au Canadien Milos Raonic (6-4, 6-4, 6-4) en 1 h 41 alors 9e mondial. En finale, il retrouve le Serbe Novak Djokovic et joue pour son 8e titre à Wimbledon. Il s'incline en cinq sets après une finale somptueuse (7-67, 4-6, 64-7, 7-5, 4-6) de presque quatre heures,. À la suite de ce beau parcours, il redevient no 3 mondial aux dépens de son compatriote Stanislas Wawrinka.
- US Open series

Début août, Roger Federer entame la tournée nord-américaine avec le Masters de Toronto. Il y atteint la finale après avoir battu successivement Peter Polansky, Marin Čilić (7-65, 63-7, 6-4), David Ferrer et Feliciano López. Il perd néanmoins en finale contre le Français Jo-Wilfried Tsonga (5-7, 63-7). Passant à côté de son match en effectuant 37 fautes directes, le Suisse est battu pour la cinquième fois en finale d'un tournoi cette saison.
Il enchaîne directement avec le Masters de Cincinnati où il bat au deuxième tour le Canadien Vasek Pospisil et en huitième de finale Gaël Monfils. En quart de finale, il bat facilement Andy Murray (7-5, 6-3) puis Milos Raonic (6-2, 6-3). Il rejoint en finale David Ferrer 6e mondial, contre qui il n'a jamais perdu. Il s'impose en trois sets (6-3, 1-6, 6-2), remportant ainsi son 80e titre ATP et son 22e Masters 1000 (6e dans l'Ohio),.
À l'US Open, il remporte ses deux premiers tours en trois manches face à des joueurs australiens : Marinko Matosevic (6-3, 6-4, 7-64) puis Samuel Groth (6-4, 6-4, 6-4). Au troisième tour, il effectue un match en deux temps contre l'Espagnol Marcel Granollers : ce dernier parvient à prendre l'ascendant sur le Suisse à la première manche, avant une interruption du match à cause de la pluie. À la reprise, Federer s'impose en déroulant son jeu sur les trois sets suivants (4-6, 6-1, 6-1, 6-1). En huitièmes de finale, il domine un autre Espagnol, Roberto Bautista-Agut (6-4, 6-3, 6-2). En quarts de finale, face à Gaël Monfils, il est mené deux sets à zéro, avant de remporter le match en cinq manches en sauvant deux balles de match sur son service dans le quatrième set (4-6, 3-6, 6-4, 7-5, 6-2) après 3 h 20. Il est cependant éliminé en demi-finale sur le score de (3-6, 4-6, 4-6) en 1 h 45 par le Croate Marin Čilić fatigué de l'enchaînement des tournois, lequel remporte ensuite l'US Open.

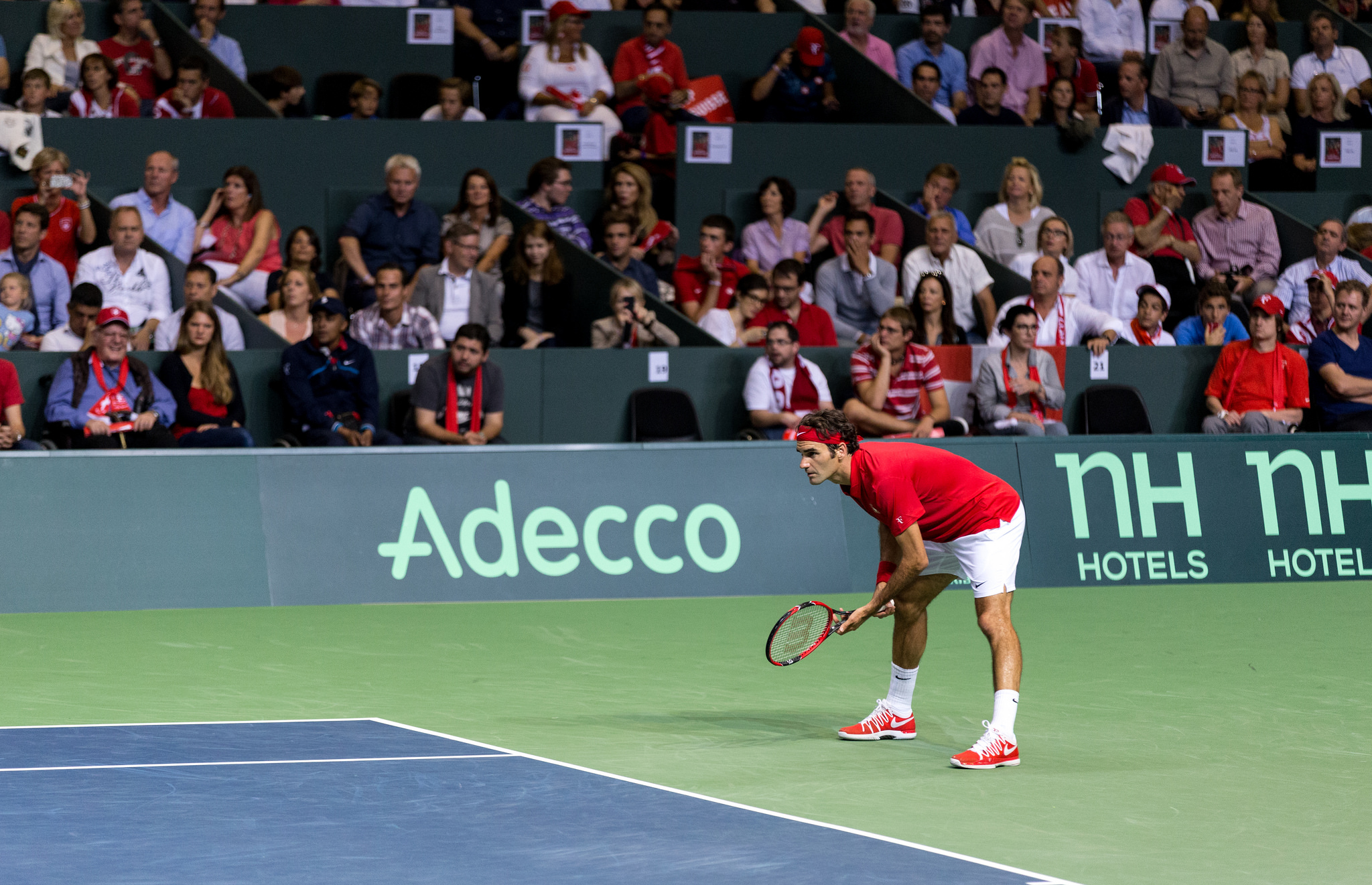
Federer contre Fognini durant la Coupe Davis 2014.

Lors des demi-finales de Coupe Davis, Federer parvient à qualifier son équipe en finale en remportant ses deux matchs en simple tous deux en trois sets. Il bat pour cela Simone Bolelli (7-65, 6-4, 6-4) et Fabio Fognini (6-2, 6-3, 7-64).
Tout comme Nadal l'a fait à Cincinnati en 2013, Federer a donc atteint la finale de tous les majeurs : les neuf Masters 1000, les quatre Grands Chelems, le Masters, les Jeux olympiques et la Coupe Davis. Ce qui constitue un nouveau record dans le palmarès déjà impressionnant du Suisse. Federer et Nadal sont les deux seuls joueurs de l'histoire à avoir accompli cet exploit. Djokovic s'en rapproche puisqu'il ne lui manque plus que la finale des Jeux olympiques à disputer.
- Tournée asiatique

Au Masters 1000 de Shanghai, Roger Federer débute au deuxième tour face à l'Argentin Leonardo Mayer. Il sauve cinq balles de match et, après un suspense insoutenable, s'impose en trois sets très disputés (7-5, 3-6, 7-67). Cette victoire lui assure ainsi la place de no 2 mondial aux dépens de l'Espagnol Rafael Nadal qui a été éliminé dès son entrée en lice. En huitièmes de finale, il bat aisément l'Espagnol Roberto Bautista-Agut sur le score de (6-4, 6-2). En quart de finale, il se défait du Français Julien Benneteau après un premier set très accroché (7-64, 6-0). En demi-finales, il domine le Serbe no 1 mondial Novak Djokovic (6-4, 6-4) pour leur 36e affrontement. En finale, il s'impose contre le Français Gilles Simon au terme d'un match assez serré (7-66, 7-62) pour ainsi s'offrir son 81e titre et son 23e Masters 1000.
- Saison indoor

De retour dans sa ville natale pour le tournoi de Bâle, Federer donne une leçon de tennis au Luxembourgeois Gilles Müller (6-2, 6-1) au premier tour en à peine 45 minutes de jeu, puis élimine au second tour l'Ouzbèke Denis Istomin dans un match en deux temps (3-6, 6-3, 6-4). En quart de finale il élimine comme l'an passé le Bulgare Grigor Dimitrov (7-64, 6-2). En demi-finale, il vient à bout du solide Croate Ivo Karlović (7-68, 3-6, 6-3) qui inflige cependant un nombre d'aces impressionnant au Bâlois durant cette rencontre. En finale, il remporte son 82e titre face au jeune Belge David Goffin en 51 minutes sur le score de (6-2, 6-2).
Lors du Masters de Paris-Bercy, Federer affronte pour son entrée en lice le Français Jérémy Chardy et s'impose en trois sets (7-65, 65-7, 6-4) après une rude bataille. Lors des huitièmes de finale, il bat le jeune Français Lucas Pouille sur le score de (6-4, 6-4). Il s'incline cependant en quart de finale face au puissant serveur canadien Milos Raonic (65-7, 5-7). Depuis sa demi-finale à l'US Open, Federer n'avait plus connu la défaite et avait donc enregistré une série de 14 victoires consécutives.
Arrive le Masters auquel Federer participe pour la 13e fois consécutive. Il fait partie du groupe B, où figurent Milos Raonic, Andy Murray et Kei Nishikori. Lors du premier match de poule, il prend sa revanche sur le Canadien Milos Raonic (6-1, 7-6) qui l'avait battu la semaine précédente en quart de finale du Masters de Paris-Bercy. Pour son second match, le Suisse domine le Japonais Kei Nishikori en deux manches (6-3, 6-2). En surclassant le Britannique Andy Murray sur le score de 6-0, 6-1, en moins d'une heure de jeu, Federer se qualifie pour les demi-finales lors desquelles il rencontre son compatriote Stanislas Wawrinka, 4e mondial. Après un suspense insoutenable et une prestation intense des deux hommes, Federer s'impose en trois sets (4-6, 7-5, 7-66) après avoir sauvé quatre balles de match et 2 h 48 de jeu. Et après un incident durant le match, où Mirka Federer a énervé Wawrinka. Pour la finale, Federer déclare forfait après avoir révélé s'être blessé au dos lors de sa demi-finale contre Stanislas. Novak Djokovic remporte donc le 4e Masters de sa carrière sans lutter.
La semaine suivante, il est incertain pour la finale de la coupe Davis. Après que Stanislas Wawrinka a remporté le premier point face à Jo-Wilfried Tsonga, il joue tout de même son match face à Gaël Monfils, qu'il perd en trois sets (1-6, 4-6, 3-6). Le lendemain, il joue le double avec Wawrinka et remporte la rencontre face à Julien Benneteau et Richard Gasquet. Le dimanche, Roger Federer s'impose face à Richard Gasquet en 3 sets (6-4, 6-2, 6-2) et offre à la Suisse le premier trophée de son histoire,.
Par la même occasion, Roger Federer devient le quatrième homme à avoir remporté les quatre tournois du Grand Chelem et la Coupe Davis dans l'ère Open.

### 2015
- Début d'année

Contrairement aux années précédentes, Federer reste très évasif sur son programme 2015. Il commence son année par le tournoi de Brisbane, contrairement à l'habituel tournoi de Doha. Il déclare que toutes les options sont ouvertes et que cela dépendrait s'il a la possibilité de redevenir no 1 mondial. Roger a beaucoup joué en 2014 et déclare qu'il doit préserver son corps, pour ne pas se « griller ». Les tournois du Grand Chelem sont sa priorité no 1. En février il annonce sur les réseaux sociaux son calendrier prévisionnel pour la première partie de l'année, et ensuite qu'il participera au tournoi d'Istanbul pour sa première édition.
Roger commence la saison par l'Open de Brisbane où il est exempté du premier tour étant tête de série. Il affronte donc en huitième de finale l'Australien John Millman dont il vient à bout en trois sets (4-6, 6-4, 6-3). En quart de finale, il domine un autre Australien James Duckworth en à peine 39 minutes sur le score de (6-0, 6-1). En demi-finale, il bat aisément le Bulgare Grigor Dimitrov (6-2, 6-2). Roger Federer gagne son 1000e match en carrière face au Canadien Milos Raonic lors de la finale (6-4, 62-7, 6-4). Il remporte ainsi son 83e titre ATP et son premier titre à Brisbane. Grâce à cette victoire il rejoint Jimmy Connors et Ivan Lendl dans le cercle fermé des joueurs ayant 1000 victoires en carrière,.
Après cette 1000e victoire, Roger participe à une exhibition avec Lleyton Hewitt à Sydney, où il teste le nouveau format « fast4tennis ». Federer s'impose 4-33, 2-4, 33-4, 4-0, 4-2.
Le 19 janvier, l'Open d'Australie démarre pour le Suisse qui s'impose aisément au premier tour face au Taïwanais Lu Yen-hsun (6-4, 6-2, 7-5). Au second tour, il bat l'Italien Simone Bolelli dans un match en deux temps (3-6, 6-3, 6-2, 6-2). À la surprise générale, le Suisse est éliminé au troisième tour par l'Italien Andreas Seppi sur le score de (4-6, 65-7, 6-4, 65-7). Il faut remonter à 2003 pour ne pas voir Federer en demi-finale à Melbourne.
Il fait son retour à la compétition lors de l'Open de Dubaï, où, après avoir éliminé successivement le Russe Mikhail Youzhny au premier tour (6-3, 6-1), l'Espagnol Fernando Verdasco en huitième de finale (6-4, 6-3), le Français Richard Gasquet en quart de finale (6-1, ab.) ainsi que le jeune Croate Borna Ćorić en demi-finale (6-2, 6-1), il atteint la finale et retrouve Novak Djokovic qu'il bat pour la 20e fois (6-3, 7-5). C'est la septième fois que Roger s'impose à Dubaï. Par ailleurs, Federer a profité de la finale pour franchir la barre des 9000 aces en carrière. Avec 12 premiers services gagnants, il a porté son total personnel à 9007. Cependant au classement, il est derrière Andy Roddick (9074 aces), Ivo Karlović (9322) et Goran Ivanišević (10183).
- Tournée américaine

Lors du Masters d'Indian Wells, Roger Federer trouve un bon rythme dès son entrée en lice face à l'Argentin Diego Schwartzman qu'il bat facilement (6-4, 6-2). Au tour suivant, il prend sa revanche sur son bourreau de l'Open d'Australie, l'Italien Andreas Seppi, qu'il domine 6-3, 6-4. En huitième de finale, il se défait aisément de l'Américain Jack Sock (6-3, 6-2). En quart de finale, il défie un Tomáš Berdych en pleine confiance à la suite de ses bons résultats. Cependant, Federer semble être dans un grand jour et il expédie son adversaire en à peine plus d'une heure de jeu (6-4, 6-0) dont un deuxième set qui rappelle le Federer des plus belles heures. En demi-finale, il vient à bout du puissant serveur canadien Milos Raonic, alors 6e mondial (7-5, 6-4) pour rejoindre en finale Novak Djokovic pour leur 38e rencontre. Il s'incline contre le Serbe comme l'année précédente en plus de 2 heures sur le score de (3-6, 7-65, 2-6).
- Saison sur terre battue

Après trois semaines de repos, Federer reprend la compétition au Masters de Monte-Carlo face au Français Jérémy Chardy, qu'il écarte (6-2, 6-1) en moins d'une heure de jeu. En huitième de finale, il tombe sur un autre Français : Gaël Monfils. Ce dernier affiche un niveau de jeu très solide et vient à bout du Suisse, finaliste en titre, en deux sets accrochés et intenses (4-6, 65-7).
À la suite de son entrée sur terre battue en demi-teinte, Roger Federer dispute la première édition du tournoi d'Istanbul où il bénéficie d'un bye au premier tour. Il bat le Finlandais Jarkko Nieminen (6-2, 7-5) puis l'Espagnol Daniel Gimeno-Traver (7-63, 65-7, 6-3). Lors de sa demi-finale, Federer réalise un match en deux temps où il est poussé dans ses retranchements à la fin du troisième set face à l'Argentin Diego Schwartzman (2-6, 6-2, 7-5) et avec six aces (9076 au total), il dépasse Andy Roddick et monte sur le podium des plus grands serveurs d'aces en carrière. Il dispute alors sa première finale sur terre battue depuis Monte-Carlo en 2014 (battu par Wawrinka), il s'impose (6-3, 7-611) à la suite d'un jeu décisif intense contre l’Uruguayen Pablo Cuevas en une heure et trente-sept minutes de jeu. Roger Federer soulève un nouveau trophée, le quatre-vingt-cinquième dans 19 pays différents et le premier sur terre battue depuis le Masters de Madrid 2012.
Au Masters de Madrid, Roger ne fait qu'une brève apparition car il est battu dès son entrée en lice par le jeune Australien Nick Kyrgios après un match très serré (7-61, 65-7, 612-7). Au Masters de Rome, Federer affronte en premier lieu l’Uruguayen Pablo Cuevas qu'il bat (7-63, 6-4). En huitième de finale, il se défait du Sud-Africain Kevin Anderson (6-3, 7-5) pour retrouver en quart de finale le Tchèque Tomáš Berdych, 6e mondial, qu'il domine 6-3, 6-3. En demi-finale, il bat son compatriote Stanislas Wawrinka, 9e mondial, en à peine une heure de jeu (6-4, 6-2). Il s'incline pour la quatrième fois en finale à Rome contre le numéro un mondial Novak Djokovic sur le score de 4-6, 3-6.
Lors du tournoi de Roland-Garros, il se qualifie pour les quarts de finale en battant Alejandro Falla, Marcel Granollers, Damir Džumhur, le tout en trois manches, et la tête de série no 13 Gaël Monfils, sur le score de (6-3, 4-6, 6-4, 6-1), dans un match interrompu par la nuit. Il est cependant vaincu en quart par son compatriote et futur vainqueur du tournoi, Stanislas Wawrinka en trois sets (4-6, 3-6, 64-7) qui le bat pour la première fois en Grand Chelem.
- Saison sur gazon

Après sa défaite à Roland-Garros, Federer entame la saison sur gazon avec l'habituel tournoi préparatif avant Wimbledon à l'Open de Halle qui est passé en catégorie ATP 500 cette année. Il commence le tournoi par un premier match très compliqué face au local Philipp Kohlschreiber. Il passe à deux points de la défaite mais il finit par s'imposer au finish en plus de deux heures de jeu (7-68, 3-6, 7-65) alors qu'il a été mené 5-3 dans le dernier tie-break. Après ce premier tour difficile, il contrôle face à Ernests Gulbis et Florian Mayer en deux sets pour se qualifier pour les demi-finales, pour y affronter Ivo Karlović, tombeur de Berdych au tour précédent, dans un match dense et à suspense d'une heure et demie conclu en deux sets (7-63, 7-64) malgré les 20 aces du Croate. Il se qualifie alors pour sa dixième finale à Halle. En finale, il affronte une petite surprise, l'Italien Andreas Seppi qui a bénéficié d'abandons mais réalisé une bonne semaine. Dans un match assez équilibré, Federer fait la différence sur les points importants et au niveau du service lui permettant de gagner finalement en 1 h 48 (7-61, 6-4). Il glane son huitième titre à Halle, un record.
Federer enchaîne ensuite avec le tournoi de Wimbledon. Après deux premiers tours sans difficultés (élimination de Damir Džumhur puis de Sam Querrey), Federer concède un set face à l'Australien Sam Groth au troisième tour. Lors de son huitième de finale, il se défait facilement de l'Espagnol Roberto Bautista-Agut (6-2, 6-2, 6-3), et rejoint sans mal les quarts de finale du tournoi pour la treizième fois de sa carrière. Il y affronte le Français Gilles Simon qu'il bat (6-3, 7-5, 6-2) en 1 h 35. Il retrouve le no 3 mondial, Andy Murray en demi-finale pour leur deuxième affrontement sur le gazon londonien (le premier ayant eu lieu lors de la finale de l'édition 2012 ayant vu le Suisse gagner son 17e Grand Chelem). Federer, qui n'a jamais perdu une demi-finale à Wimbledon, confirme cette statistique en se qualifiant en trois sets (7-5, 7-5, 6-4) en livrant un match ponctué de 56 coups gagnants, 20 aces et seulement 11 fautes directes, en seulement deux heures. Il retrouve en finale le vainqueur de 2014, Novak Djokovic, facile vainqueur du Français Richard Gasquet dans l'autre demi-finale. Il s'incline une nouvelle fois en finale contre le Serbe, cette fois-ci en quatre sets (61-7, 7-610, 4-6, 3-6) en 2 h 55, échouant une nouvelle fois à devenir le seul joueur de l'histoire à remporter le tournoi 8 fois,.
- US Open series

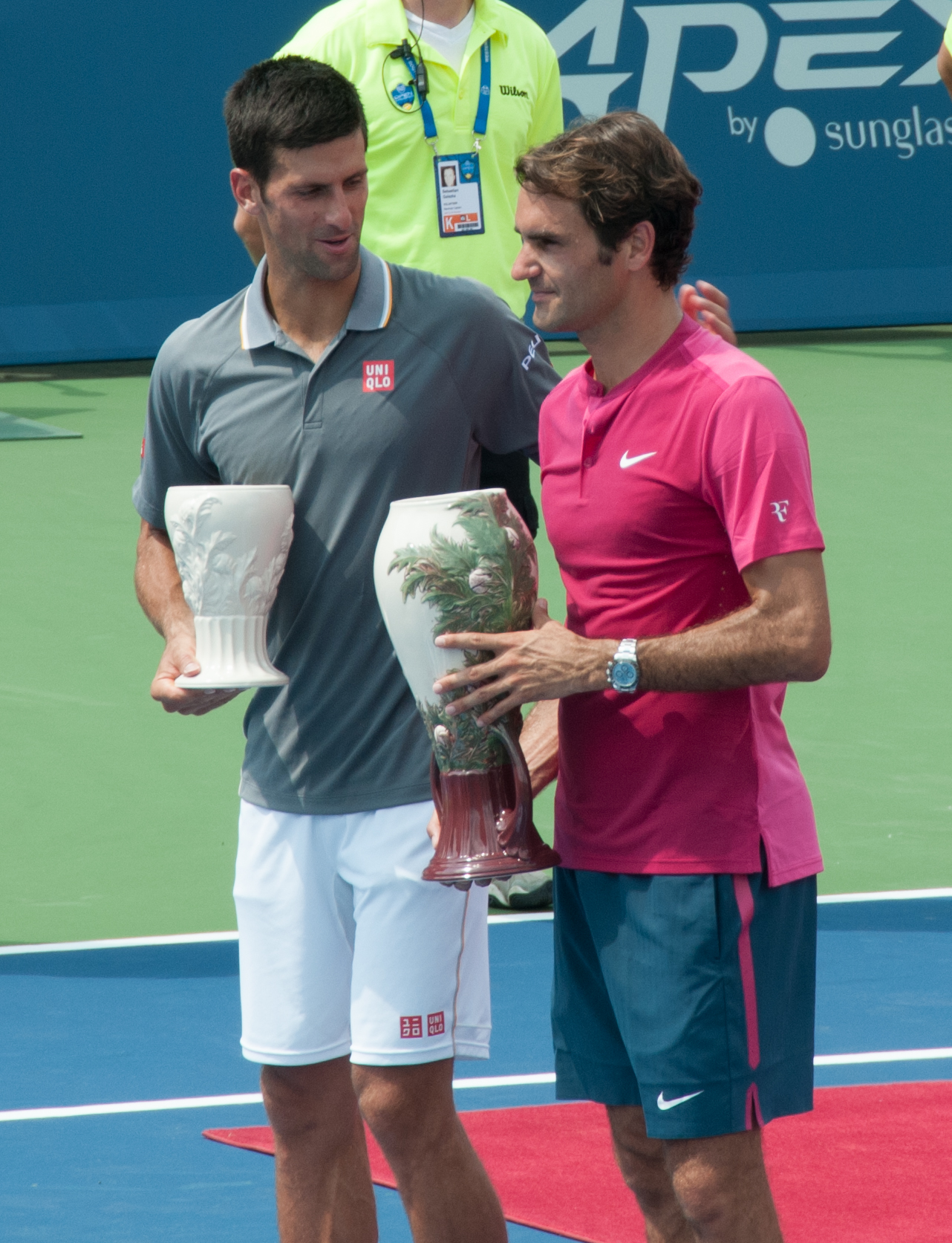
Roger Federer avec le trophée après sa victoire à Cincinnati en 2015.

Le Bâlois fait l'impasse sur la Coupe Rogers, se déroulant en 2015 à Montréal pour les hommes, pour se préserver et arriver dans une forme optimale pour l'US Open. De ce fait, ayant atteint la finale l'année précédente à Toronto, il perd sa deuxième fois à l'ATP au profit d'Andy Murray qui bat Novak Djokovic en finale pour s'imposer une troisième fois au Canada. La semaine suivante, il doit défendre son titre à Cincinnati. Pour son match d'entrée, il bat facilement Roberto Bautista-Agut (6-4, 6-4) et surclasse en huitième le Sud-Africain Kevin Anderson (6-1, 6-1) pour atteindre les quarts de finale. À ce stade, il fait face à la surprise Feliciano López, tombeur de Rafael Nadal. Restant sur onze victoires consécutives, il gagne à nouveau avec facilité (6-3, 6-4). En demi-finale, il affronte le nouveau no 2 mondial Andy Murray, qu'il bat en 1 h 37 (6-4, 7-66) dans un match impressionnant de maîtrise et un jeu agressif. Qualifié pour une 42e finale en Masters 1000, il fait face au no 1 mondial Novak Djokovic. Il met à terre le Serbe sur le score de 7-61, 6-3 dans un match de haute volée et bouclé en une heure et demie pour s'adjuger son septième titre dans l'Ohio. Jamais battu en finale à Cincinnati, Roger Federer a fait respecter sa loi dans son jardin,. Chose rare, Federer réalise une semaine quasi parfaite sans perdre son service et en battant respectivement Andy Murray no 2 mondial et Novak Djokovic no 1 en deux sets sans concéder la moindre balle de break.
Avec son premier titre en Masters 1000 de l'année en poche et la deuxième place mondiale retrouvée, Federer peut aborder en toute sérénité l'US Open. Il déroule au premier tour face à l'Argentin Leonardo Mayer (6-1, 6-2, 6-2) qui, lors de leur dernière confrontation, avait eu des balles de match mais n'avait pas réussi à les concrétiser. Au second tour, il affronte le Belge Steve Darcis qu'il surclasse (6-1, 6-2, 6-1). Il affronte l'Allemand Philipp Kohlschreiber au troisième tour, et le bat sans difficulté, malgré quelques passages à vide (6-3, 6-4, 6-4). Il s'adjuge par la suite une victoire contre l'Américain John Isner lors d'un match serré où il a fait la différence dans les tie-breaks (7-60, 7-66, 7-5) en 2 h 39. En quart de finale, il domine le Français Richard Gasquet dans un match à sens unique en moins d'une heure et demie (6-3, 6-3, 6-1). Il confirme ensuite sa grande forme en se défaisant facilement de son compatriote Stanislas Wawrinka 5e mondial, en demi-finale (6-4, 6-3, 6-1) en une heure et demie, et se qualifie ainsi pour la finale du tournoi pour la première fois depuis six ans. En finale, Federer s'incline contre Djokovic (4-6, 7-5, 4-6, 4-6) en 3 h 20, en ayant converti seulement 4 balles de break sur 23, très peu pour inquiéter suffisamment le Serbe,. C'est sa troisième défaite de suite face au Serbe à l'US Open après 2010 et 2011.
- Tournée asiatique

Après avoir aidé la Suisse à rester dans le groupe mondial de la Coupe Davis, il reprend la compétition à Shanghai où il est tenant du titre. À la surprise générale, il s'incline dès son premier match contre l'Espagnol Albert Ramos-Viñolas sur le score de (64-7, 6-2, 3-6) malgré 45 coups gagnants et 30 fautes directes mais péchant sur les balles de breaks. Il perd aussi sa deuxième place mondiale.
- Saison indoor

Il enchaîne à l'Open de Bâle. Il bat Mikhail Kukushkin, Philipp Kohlschreiber en trois set, David Goffin (6-3, 3-6, 6-1) et Jack Sock (6-3, 6-4) où il atteint la finale du tournoi pour la 12e fois (la 10e consécutive). Il y retrouve Rafael Nadal qu'il n'a plus affronté depuis l'Open d'Australie 2014. Il bat son rival pour la 11e fois en 34 confrontations (6-3, 5-7, 6-3) et remporte le tournoi pour la septième fois, ce qui lui permet de récupérer la deuxième place mondiale.
Il retrouve en novembre le Masters à Paris-Bercy. Il y bat au deuxième tour Andreas Seppi (6-1, 6-1) mais s'incline dès les huitièmes de finale face à John Isner (63-7, 6-3, 65-7).
Après un peu de repos et un match d'exhibition pour le départ à la retraite de son ami Jarkko Nieminen, Roger a rendez-vous avec le Masters de fin d'année. Il se retrouve en poule A : avec Novak Djokovic, Tomáš Berdych et Kei Nishikori. Pour son premier match il bat Tomáš Berdych (6-4, 6-2). Ensuite Roger prend le dessus sur Novak Djokovic avec la manière (7-5, 6-2) et met fin à une série de 38 victoires en indoor de ce dernier. Federer est du coup qualifié pour les demi-finales. Il retrouve pour son dernier match de poule Kei Nishikori, sans enjeu. Il le bat en perdant un set pour la première fois depuis le début du tournoi (7-5, 4-6, 6-4). Il est invaincu dans les phases de poule et est premier de sa poule pour la 12e fois en 14 participations. Il bat ensuite, comme l'année précédente, son compatriote Stanislas Wawrinka en demi-finale (7-5, 6-3) en 1 h 10 et atteint ainsi la finale de cette compétition pour la 10e fois,. En finale Roger Federer perd contre Novak Djokovic (3-6, 4-6) en 1 h 20 de jeu dans un match dominé de bout en bout par le Serbe qui a obtenu neuf balles de break contre seulement deux pour le Suisse qui ne les a pas converties.
À la suite de cette défaite et du triomphe d'Andy Murray en finale de la Coupe Davis, Roger Federer finit l'année à la 3e place mondiale, à 832 points du no 1 mondial Novak Djokovic, et 680 points du no 2 Andy Murray. Le Suisse a gagné six titres cette saison (1 Masters 1000, 3 ATP 500 et 2 ATP 250) mais n'a plus remporté le moindre titre du Grand Chelem depuis 2012, soit trois ans. Il a néanmoins atteint les finales de Wimbledon, de l'US Open, des Masters d'Indian Wells et de Rome, et du Masters, toutes perdues contre Novak Djokovic.
Durant l'entre saison, Roger Federer annonce la fin de sa collaboration avec Stefan Edberg, après deux ans de travail en commun. Il engage le Croate Ivan Ljubičić pour compléter son staff technique.

### 2016
- Début d'année

Cette année est particulière pour Roger Federer, car c'est sa dernière chance de décrocher l'or olympique en simple. Il décide de participer aux trois épreuves olympiques : le simple, le double avec Stanislas Wawrinka et le double mixte avec Martina Hingis. Son programme est pour l'occasion un peu aménagé, de façon à être dans les meilleures conditions possibles avant d'entamer les JO de Rio.
Federer décide d'alléger sa saison sur terre battue en ne conservant que le masters 1000 de Monte-Carlo, ainsi que le grand Chelem Roland-Garros sur son planning. Les principaux objectifs pour Federer en 2016 sont les JO et les rendez-vous du Grand Chelem.
Pour la troisième année consécutive, Federer commence sa saison par le tournoi de Brisbane. Tenant du titre, il est exempté du premier tour en tant que tête de série no 1. Bien qu'il soit victime d'un refroidissement, Roger atteint la finale de l'épreuve pour la troisième fois consécutive en écartant respectivement Tobias Kamke (6-2, 6-1), Grigor Dimitrov (6-4, 64-7, 6-4) et Dominic Thiem (6-1, 6-4). Il échoue cependant à remporter son premier titre de la saison, en perdant contre le Canadien Milos Raonic (4-6, 4-6) en 1 h 26, qui prend ainsi sa revanche de la finale de l'année précédente.
Federer entame l'Open d'Australie en tant que troisième tête de série dans la partie de tableau du numéro 1 mondial Novak Djokovic. Il se défait aux premiers tours de Nikoloz Basilashvili (6-2, 6-1, 6-2) et d'Alexandr Dolgopolov (6-3, 7-5, 6-1). Au troisième tour, il retrouve Grigor Dimitrov qu'il bat à nouveau en perdant toutefois un set comme à Brisbane (6-4, 3-6, 6-1, 6-4). Cette victoire constitue alors sa 300e victoire dans un match de Grand Chelem. Il bat ensuite David Goffin en huitièmes de finale au terme d'une très belle prestation (6-2, 6-1, 6-4) en 1 h 28. Il retrouve en quarts de finale Tomáš Berdych 6e mondial, tombeur l'année précédente de Rafael Nadal au même stade de la compétition. Il remporte le match en trois sets (7-64, 6-2, 6-4) en 2 h 16, atteignant ainsi sa 12e demi-finale à l'Australian Open. Il y retrouve, comme attendu, Novak Djokovic qui le bat pour la 23e fois, en 4 sets (1-6, 2-6, 6-3, 3-6) en 2 h 19, mais où le Serbe a mené deux manche à rien en 54 minutes montrant la démonstration de force opérée par Djokovic.
Après sa demi-finale, il se blesse au genou et doit subir une arthroscopie du ménisque qui le contraint à déclarer forfait pour les tournois de Rotterdam, Dubaï et Indian Wells. Federer est sur la liste des joueurs participant au Masters de Miami. Affecté par une gastro-entérite, il doit déclarer forfait.
- Saison sur terre battue

Il effectue son retour au Masters de Monte-Carlo. Tête de série no 3, il est exempté de premier tour et reprend la compétition en battant les Espagnols Guillermo García-López (6-3, 6-4) puis Roberto Bautista-Agut (6-2, 6-4), avant d'échouer en quart de finale face à Jo-Wilfried Tsonga (6-3, 2-6, 5-7).
Ensuite il se prépare pour le Masters de Madrid mais se blesse au dos et doit à nouveau déclarer forfait. Il se rétablit pour le Masters de Rome la semaine suivante. Il y bat le jeune Alexander Zverev (6-3, 7-5) avant de se faire éliminer en huitièmes de finale (62-7, 4-6) par Dominic Thiem 15e mondial, lors d'un match où il semble diminué physiquement à cause de sa blessure au dos.
Incertain pour le second tournoi du Grand Chelem, il décide finalement de déclarer forfait pour ne prendre aucun risque pour la suite de la saison. Il met ainsi fin à sa série record de 65 participations consécutives dans les tournois du Grand Chelem.
- Saison sur gazon

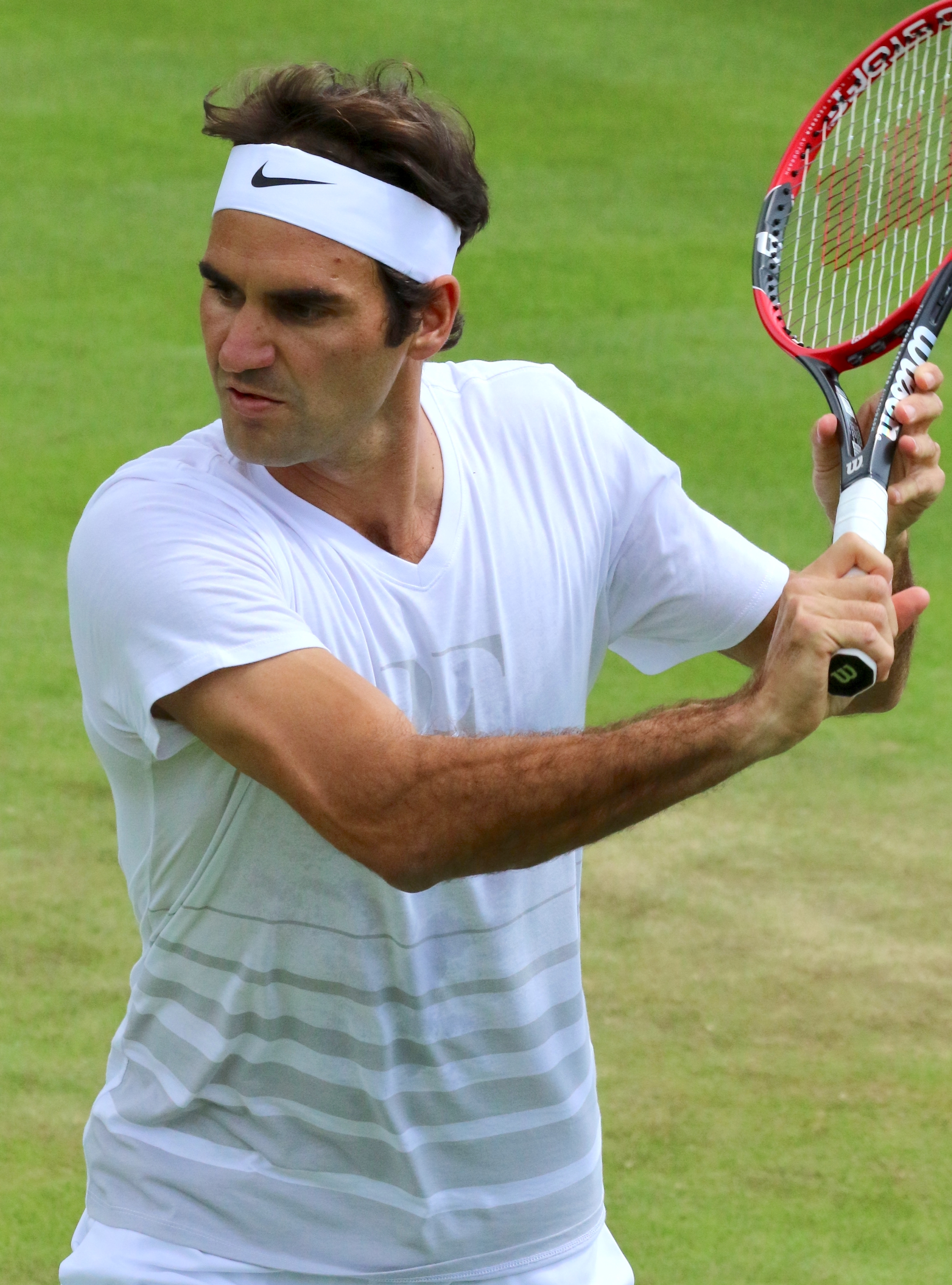
Federer au tournoi de Wimbledon 2016.

Il effectue son retour à la compétition à l'occasion du tournoi de Stuttgart sur gazon. Un peu en manque de repères après sa blessure au dos, il évite la sortie face à Taylor Fritz (6-4, 5-7, 6-4). Il se qualifie pour les demi-finales en éliminant au tie-break Florian Mayer (7-62, 7-61), mais se fait éliminer une nouvelle fois par Dominic Thiem 7e mondial (6-3, 67-7, 4-6), malgré s'être procuré deux balles de match.
Puis vient le tournoi de Halle, lors duquel il écarte au premier tour Jan-Lennard Struff (6-4, 7-63), puis au second tour Malek Jaziri (6-3, 7-5). En quart de finale il retrouve le Belge David Goffin qu'il bat à l'issue d'un tie-break accroché (6-1, 7-610). En demi-finale il est surpris par le jeune espoir Alexander Zverev, titulaire d'une wild card (64-7, 7-5, 3-6).
Federer arrive ensuite à Wimbledon, où il est tête de série no 3. Au premier tour il bat Guido Pella (7-65, 7-63, 6-3) avec quelques difficultés et en manque de sensations. Aux second et troisième tours il élimine lors de matchs à sens unique les Britanniques Marcus Willis (6-0, 6-3, 6-4) et Daniel Evans (6-4, 6-2, 6-2) pour se qualifier en huitième de finale. Il décroche son ticket pour les quarts de finale en écartant Steve Johnson (6-2, 6-3, 7-5). Il retrouve en quart de finale Marin Čilić qui remporte les deux premiers sets et se procure trois balles de match, mais Roger Federer revient dans le match et s'impose en cinq sets (64-7, 4-6, 6-3, 7-69, 6-4) après 3 h 17 d'une rencontre intense,. Roger Federer perd ensuite en demi-finale contre le Canadien Milos Raonic, alors 7e mondial sur le score de (3-6, 7-63, 6-4, 5-7, 3-6) après 3 h 25 de match,. Lors de ce match il glisse et tombe face contre le gazon, ce qui est assez rare pour être souligné,.
Le 26 juillet, il annonce qu'il doit mettre fin prématurément à sa saison pour soigner son genou. Il doit donc déclarer forfait pour les Jeux olympiques de Rio qui représentaient un objectif de longue date pour sa saison 2016. Il termine ainsi sa saison sans avoir remporté de titre pour la première fois depuis 2000 ; sort du top 10 pour la première fois depuis 2002 et ayant manqué des tournois du Grand Chelem pour la première fois depuis 1999.
Le 8 août, jour de ses 35 ans, Federer au repos établit pourtant un nouveau record en devenant le troisième plus vieux joueur à être dans le Top 3. Il rejoint les légendes australiennes Rod Laver et Ken Rosewall.
Le 7 novembre, il sort du top 10 au classement ATP dont il faisait partie sans discontinuité depuis octobre 2002.

### 2017
- Début d'année

Cette année est particulière pour Roger Federer puisqu'elle signe son retour à la compétition après plus de six mois hors du circuit. Son programme est pour l'occasion très aménagé, de façon à être dans les meilleures conditions possibles pour durer sur les deux, trois prochaines années. Federer décide de faire l'impasse sur sa saison de terre battue dans un premier temps.
Roger Federer reprend la compétition avec la Hopman Cup, tournoi qu'il avait déjà remporté avec Martina Hingis, en faisant équipe cette fois avec Belinda Bencic. Pour son premier match en simple, il rencontre le Britannique Daniel Evans qu'il bat sans difficulté (6-3, 6-4). Il affronte ensuite le jeune espoir Alexander Zverev. Au terme d'un long match, il s'incline (61-7, 7-64, 64-7). Le Bâlois affronte enfin Richard Gasquet qu'il bat facilement (6-1, 6-4). L'équipe suisse termine deuxième de son groupe derrière la France.
Federer entame l'Open d'Australie en étant tête de série no 17. L'enjeu au classement ATP est réel puisqu'en cas de défaite au troisième tour ou avant, le Suisse pointerait au-delà de la 30e place mondiale, pour la première fois depuis 2000. Au premier tour, il rencontre le qualifié Jürgen Melzer. Nerveux pour son premier match officiel depuis août 2016, il peine à se relâcher complètement dans ce match mais l'emporte tout de même en quatre sets (7-5, 3-6, 6-2, 6-2) et 2 h 05 de jeu. Au second tour, il affronte un autre qualifié, Noah Rubin, qu'il bat en trois sets accrochés (7-5, 6-3, 7-63). Au troisième tour, il élimine le no 10 mondial Tomáš Berdych (6-2, 6-4, 6-4), en seulement une heure et demie. Il affronte ensuite le Japonais Kei Nishikori, tête de série no 5, et s'impose après plus de trois heures de jeu en cinq manches (64-7, 6-4, 6-1, 4-6, 6-3) dans un match physique,. En quarts de finale, il rencontre l'Allemand Mischa Zverev 50e mondial, tombeur du numéro un mondial Andy Murray, qu'il surclasse (6-1, 7-5, 6-2) en seulement 1 h 32. Il se qualifie pour la 13e fois pour les demi-finales du tournoi australien, et y retrouve son compatriote Stanislas Wawrinka alors 4e mondial, qu'il bat pour la 19e fois (7-5, 6-3, 1-6, 4-6, 6-3) après un combat âpre et intense, se qualifiant pour sa sixième finale à Melbourne,. En finale, Federer retrouve son grand rival Rafael Nadal, 9e mondial, pour leur 35e confrontation, la première en finale de Grand Chelem depuis Roland-Garros 2011 et à Melbourne en 2009. Roger Federer bat l'Espagnol en cinq manches (6-4, 3-6, 6-1, 3-6, 6-3), après 3 h 37 de combat aux multiples rebondissements avec une copie de 73 coups gagnants pour 57 fautes directes dénotant le jeu offensif du Suisse,,. Notamment, le premier jeu du troisième set est remarquable par la tension mentale extrêmement rude qu'il doit affronter : après avoir mené 40-0 sur son service, Federer se laisse remonter à 40-40 puis avantage contre lui. Nadal bénéficie dans ce jeu de plusieurs fautes directes en coup droit et de deux volées de revers faciles manquées par le Suisse. Il doit au total effacer trois balles de break, qu'il écarte à chaque fois d'un ace, démontrant ainsi sa capacité à être présent sur les points décisifs avant d'empocher le jeu. Il remporte ainsi son 5e Open d'Australie et son 18e tournoi du Grand Chelem,.
Roger Federer devient à 35 ans le premier joueur à soulever un cinquième trophée du Grand Chelem pour la troisième fois (5 Open d'Australie, 7 Wimbledon et 5 US Open), quatre ans et demi après son dernier titre du Grand Chelem. Il devient le premier joueur de plus de 35 ans à remporter un titre majeur depuis Ken Rosewall au début des années 1970, et le premier champion de Grand Chelem à battre quatre top 10 en route vers le titre depuis trente-cinq ans,. Le 30 janvier, il réintègre le top 10 au classement ATP en pointant au 10e rang.
Il reprend la compétition au tournoi de Dubaï, où il remporte son premier tour face à Benoît Paire (6-1, 6-3). Mais à la surprise générale, il s'incline au tour suivant face au 116e mondial, le Russe Evgeny Donskoy (6-3, 67-7, 65-7) après avoir pourtant bénéficié de trois balles de match, et ne parvient pas à clairement expliquer cette défaite.
- Tournée américaine

Il prend ensuite part au premier Masters 1000 de la saison à Indian Wells. Il s'impose tout d'abord face à Stéphane Robert (6-2, 6-1) et retrouve l'Américain Steve Johnson qu'il élimine en deux tie-breaks (7-63, 7-64). En huitièmes de finale, il affronte son grand rival Rafael Nadal, 6e mondial. Porté par un revers de grande qualité, le Suisse étouffe l'Espagnol en deux sets secs (6-2, 6-3) pour leur 36e confrontation en seulement 1 h 08 de jeu,. Au tour suivant, il doit affronter le jeune Australien Nick Kyrgios mais celui-ci déclare forfait. En demi-finale, il retrouve Jack Sock 18e mondial, qu'il bat en deux sets (6-1, 7-64) en 1 h 14 malgré une déficience de premières balles, se qualifiant pour la finale, une première en Masters 1000 depuis Cincinnati 2015. Il retrouve son compatriote Stanislas Wawrinka, troisième mondial, contre qui il remporte un 25e Masters 1000 (6-4, 7-5) en 1 h 20, égalant ainsi le record de cinq victoires à Indian Wells, détenu jusqu'alors par Novak Djokovic. Il devient du même coup le plus vieux vainqueur d'un Masters 1000 à 35 ans et 7 mois, détrônant Andre Agassi (victorieux à 34 ans et 3 mois à Cincinnati en 2004), et remonte au sixième rang mondial au lendemain du tournoi.
Il commence ensuite le Masters de Miami en battant d'entrée Frances Tiafoe (7-62, 6-3), puis Juan Martín del Potro au troisième tour (6-3, 6-4). Il vient ensuite à bout de Roberto Bautista-Agut au terme d'un match serré (7-65, 7-64) de deux heures. Il affronte en quarts Tomáš Berdych dans un match de près de 2 heures, et s'impose après avoir sauvé deux balles de match dans le set décisif (6-2, 3-6, 7-66). En demi-finale, il affronte Nick Kyrgios 16e mondial. Au terme d'un match très serré, il finit par triompher de l'Australien (7-69, 69-7, 7-65) après 3 h 10 de jeu. En finale, il bat son meilleur ennemi Rafael Nadal (6-3, 6-4) en 1 h 34 pour remporter un 26e Masters 1000 et son troisième titre en 2017, confirmant sa place de numéro un à la race,. Après sa victoire, Federer annonce qu'il ne participera pas aux tournois sur terre battue avant Roland-Garros puis annonce son forfait pour le tournoi parisien pour se concentrer pour la saison sur gazon.
- Saison sur gazon

Il fait son retour au tournoi de Stuttgart. Il y affronte pour son entrée en lice Tommy Haas, âgé de 39 ans, pour la 17e fois et c'est l'Allemand qui s'impose malgré une balle de match pour le Suisse dans le tie-break du second set (6-2, 68-7, 4-6). Après le match, il explique que plus Tommy était bon et plus il était passif. Au tournoi de Halle, il signe la 1100e victoire de sa carrière à la suite de son succès face à Yuichi Sugita au 1er tour. Il se qualifie ensuite aisément pour la finale avec quelques déchets après ses victoires contre Mischa Zverev, Florian Mayer et Karen Khachanov. Federer bat Alexander Zverev (6-1, 6-3) en seulement 52 minutes lors de son meilleur match de la semaine, remportant le tournoi allemand pour la neuvième fois.
Il arrive à Wimbledon en tant que favori après ses bons résultats de la saison et son repos durant la saison de terre battue. Pour ses premiers tours, il s'impose en 43 minutes sur abandon face à Alexandr Dolgopolov, dépassant lors de ce match les 10 000 aces en carrière, puis contre Dušan Lajović après un premier set brouillon (7-6, 6-3, 6-2). Il bat ensuite la tête de série numéro 27, Mischa Zverev (7-63, 6-4, 6-4) en 1 h 49 comme à Halle pour se qualifier pour les huitièmes de finale. Il y affronte et bat en 1 h 38 le 11e mondial, Grigor Dimitrov (6-4, 6-2, 6-4) avec autorité, en jouant à un « niveau sensationnel » selon lui. En quart de finale, il prend sa revanche de l'année précédente, en battant le 7e mondial, Milos Raonic (6-4, 6-2, 7-64) en 1 h 58 et signe une 12e qualification pour les demi-finales à Londres. À nouveau dans le dernier carré, il bat le 15e mondial, Tomáš Berdych (7-64, 7-64, 6-4) après 2 h 18 pour atteindre sa onzième finale à Wimbledon, sans perdre de manche. Dans un match où le niveau du Tchèque est très bon, l'inquiétant sur son service pour la première fois du tournoi, Roger Federer devient le premier joueur de tennis à se qualifier pour onze finales dans le même tournoi du Grand Chelem. Pour le titre, il bat sans suspense le 6e mondial Marin Čilić en trois sets (6-3, 6-1, 6-4) au bout de 1 h 41 de jeu, le Croate étant gêné par une ampoule au pied et dépassé par la pression de l'événement,. « Ce qui se passe cette année, c'est incroyable. Vous auriez ri si je vous avais dit que j'allais gagner deux Majeurs cette année. Mais j'ai beaucoup travaillé pour revenir à ce niveau-là », dit alors Roger Federer.
Lors de cette quinzaine, Federer bat de nombreux records en Grand Chelem et à Wimbledon. Il devient l'unique recordman de titres à Wimbledon avec huit succès depuis 2003, et devient le plus vieux vainqueur de l'histoire de Wimbledon dans l'ère Open à 35 ans et 342 jours (le précédent record était détenu par les 31 ans et 361 jours d'Arthur Ashe en 1975). Il a traversé ce tournoi sans perdre un set, ce que seul Björn Borg avait réussi à faire avant lui durant l'ère Open à Wimbledon (en 1976), et la seconde fois seulement de sa carrière en Grand Chelem après l'Open d'Australie 2007. Il égale par ailleurs le record de Ken Rosewall de 25 majeurs remportés (Grands Chelems et Masters confondus). Le 17 juillet, il réintègre le top 3 au classement ATP en pointant au troisième rang et se qualifie pour la 15e fois en 16 ans pour le Masters de Londres.
- US Open series

Après son succès à Wimbledon, Federer annonce sa participation au Masters du Canada de Montréal où il n'avait plus joué depuis 2011 (il avait participé 2014 au Masters du Canada de Toronto où il avait atteint la finale). Il bat d'abord le Canadien Peter Polansky (6-2, 6-1), puis difficilement l'Espagnol David Ferrer (4-6, 6-4, 6-2). La perte du premier set de ce match met fin à sa série débutée à Halle de 31 sets gagnés consécutivement. Il se qualifie ensuite pour la finale en dominant Roberto Bautista-Agut (6-4, 6-4) et Robin Haase (6-3, 7-65) après 1 h 15 sans trop convaincre. Il y affronte le jeune Alexander Zverev alors 8e mondial, qui le bat en 2 sets (6-3, 6-4) au bout de 1 h 08 de jeu. Ayant ressenti des douleurs au dos à Montréal, il déclare forfait pour le Masters de Cincinnati afin de se préserver pour l'US Open.
Il commence le dernier tournoi du Grand Chelem difficilement en s'imposant aux deux premiers tours en cinq sets face à Frances Tiafoe (4-6, 6-2, 6-1, 1-6, 6-4) et Mikhail Youzhny (6-1, 63-7, 4-6, 6-4, 6-2) après 10 sets joués en deux tours, et puisant dans ses réserves. Il bat ensuite plus facilement Feliciano López (6-3, 6-3, 7-5) et Philipp Kohlschreiber (6-4, 6-2, 7-5) pour se qualifier pour les quarts de finale. Il y affronte Juan Martín del Potro alors tête de série numéro 24, qui le bat (5-7, 6-3, 68-7, 4-6) au bout de 2 h 50 de jeu comme lors de la finale de l'édition 2009. Il échoue alors dans sa tentative de prendre la première place du classement ATP et estime qu'il n'avait pas sa place en demie. Le Bâlois s'empare du deuxième rang mondial et détrône Andy Murray, qui passe du deuxième au troisième rang de la hiérarchie à l'issue du tournoi.
Du 22 au 24 septembre se déroule la Laver Cup à Prague, compétition annuelle de tennis masculin organisée par Team 8 sous l'impulsion du Suisse entre l'Équipe Europe et l'Équipe Monde. Cette compétition exhibition ne rapporte aucun point pour le classement ATP. Federer s'impose pour son premier simple face à Sam Querrey (6-4, 6-2), puis remporte son double associé à Rafael Nadal (6-4, 1-6, [10-5]) face à la paire Sam Querrey/Jack Sock,. Le dernier jour, il remporte son second simple face à Nick Kyrgios (4-6, 7-66, [11-9]) au terme d'un match à rebondissements pour faire gagner l'Europe 15 points à 9.
- Tournée asiatique

Federer revient pour le Masters de Shanghai en Chine en tant que tête de série numéro 2. Il passe ses premiers tours, contre l'Argentin Diego Schwartzman (7-64, 6-4) en forme, le qualifié Alexandr Dolgopolov (6-4, 6-2) et enfin le Français Richard Gasquet (7-5, 6-4), qui réalise un bon match. En demi-finale, il prend sa revanche sur Juan Martín del Potro qui l'avait battu à l'US Open au terme d'un match de grande qualité des deux côtés (3-6, 6-3, 6-3) au bout de deux heures de jeu. Il affronte en finale Rafael Nadal pour la 4e fois de l'année. Il sort vainqueur de son match contre le no 1 mondial (6-4, 6-3), en 1 h 12 sans concéder de break (en réalisant un jeu en 4 aces), pour asseoir cette année sa domination sur l'Espagnol et remporter sa cinquième victoire consécutive depuis Bâle 2015,. Il déclare après match qu'il n'est « pas surpris » de ce nouveau titre, pas comme au début de l'année. Il remporte son 27e Masters 1000 et son 94e titre en carrière, égalant ainsi Ivan Lendl à la deuxième place du classement du nombre de titres.
- Saison indoor

Il enchaîne au tournoi indoor de Bâle où il se qualifie facilement pour la finale en ne perdant qu'un set face à Adrian Mannarino en quarts de finale et écartant le 10e mondial, David Goffin facilement en demi-finale. Il y retrouve Juan Martín del Potro qu'il bat à nouveau (65-7, 6-4, 6-3) dans un match physique et intense nerveusement de plus de deux heures et demie pour remporter son 95e titre, le 8e dans sa ville natale. Il remporte le septième titre de sa saison, devenant le joueur le plus titré de l'année, une première pour le Suisse depuis 2007 quant au nombre de titres.
Il décide ensuite de déclarer forfait pour le Masters 1000 de Paris-Bercy pour se préparer pour le Masters de Londres. À Londres, il est placé dans le groupe Boris Becker, avec le no 3 mondial, Alexander Zverev, le no 5 mondial, Marin Čilić et le no 9 mondial, Jack Sock. Il remporte son premier match de poule face à l'Américain Sock sur le score de (6-4, 7-64) en 1 h 31 et aucune balle de break concédée. Ensuite il vient à bout d'Alexander Zverev en 2 h 12 (7-66, 5-7, 6-1) en se montrant nerveux et agacé, mais se qualifie pour le dernier carré. Dans son dernier match de poule, il bat le Croate Marin Čilić (65-7, 6-4, 6-1) en 1 h 54 pour terminer la phase de poules invaincu pour la 10e fois. Il affronte en demi-finale le 8e mondial, David Goffin et perd pour la première fois contre le Belge (6-2, 3-6, 4-6) en 1 h 45. Il finit ainsi sur une fausse note son année.
Roger Federer termine la saison sur la deuxième marche du classement ATP après avoir réalisé une année à nouveau à son meilleur niveau durant laquelle il remporte sept titres : deux tournois du Grand Chelem (Open d'Australie et Wimbledon), trois Masters 1000 (Indian Wells, Miami et Shanghai) et deux ATP 500 Series (Halle et Bâle) et atteint la finale du Masters 1000 du Canada.

### 2018

#### Début d'année
Roger Federer reprend la compétition à la Hopman Cup, en faisant équipe avec Belinda Bencic comme en 2017. Pour son premier match en simple, il rencontre le Japonais Yuichi Sugita qu'il bat sans difficulté (6-4, 6-3). Il affronte ensuite le jeune Karen Khachanov qu'il vainc (6-3, 7-68) après une seconde manche plus serrée. Puis, il prend le meilleur sur l'Américain Jack Sock (7-65, 7-5). En finale de la compétition, il balaie Alexander Zverev, malgré une première manche accrochée (64-7, 6-0, 6-2). Il remporte ensuite le double et s'adjuge sa deuxième Hopman Cup, 17 ans après la première.
Vient ensuite le premier Grand Chelem de l'année avec l'Open d'Australie, lors duquel il réalise une bonne entrée en matière en éliminant le Slovène Aljaž Bedene (6-3, 6-4, 6-3), l'Allemand Jan-Lennard Struff (6-4, 6-4, 7-64) dans une rencontre très offensive de la part de l'Allemand et le Français Richard Gasquet (6-2, 7-5, 6-4), tête de série numéro 29. Il valide ensuite sans soucis son ticket pour les quarts de finale en dominant le Hongrois Márton Fucsovics sur le score de (6-4, 7-63, 6-2) en 2 h 1. En quart de finale, il retrouve le Tchèque Tomáš Berdych alors 20e mondial, qu'il surclasse après un premier set accroché ponctué par un tie-break gagné aisément en (7-61, 6-3, 6-4) en 2 h 14 de jeu. Il déclare après match qu'il était « très nerveux et se voyait perdre ». Il joue sa place pour la finale face au Sud-Coréen Chung Hyeon alors 58e mondial, tombeur d'Alexander Zverev et de Novak Djokovic, et se qualifie pour sa 7e finale de l'Open d'Australie en le battant sur abandon (6-1, 5-2 ab.) après une heure de match. En conférence de presse, il se montre satisfait de cette qualification mais regrette la manière, sans pour autant se plaindre. Il dispute sa trentième finale du Grand Chelem (ce qui constitue un record absolu) face au no 6 mondial, Marin Čilić tombeur de Rafael Nadal,. Au terme d'une rencontre assez tendue, avec des hauts et des bas des deux côtés, il bat en cinq sets le Croate (6-2, 67-7, 6-3, 3-6, 6-1) après trois heures de match pour décrocher son 20e titre du Grand Chelem,. Pour la cérémonie de remise des trophées, le Suisse relâche toute la pression qu'il a accumulée lors de ces deux semaines pour savourer son sacre.
Il remporte sa sixième victoire à l'Open d'Australie, ce qui lui permet d'égaler le record jusque-là co-détenu par Novak Djokovic et Roy Emerson. La presse internationale et le monde du tennis saluent sa performance,. C'est la première fois qu'il conserve un titre en Grand Chelem depuis l'US Open 2007 et 2008, avec un bilan, à plus de 35 ans, de trois de ces tournois gagnés en l'espace de douze mois. Le Suisse rentre un peu plus dans l'histoire en devenant le seul joueur à remporter 20 Majeurs et le 3e joueur de l'ère Open à remporter 4 titres du Grand Chelem après 30 ans (après Rod Laver et Ken Rosewall). Le lundi suivant, il reste au 2e rang du classement ATP mais pointe à seulement 155 points de la place de numéro un mondial de Rafael Nadal.
Après sa victoire en Australie, il demande et obtient une invitation pour l'ATP 500 de Rotterdam où il peut détrôner Rafael Nadal de la place de no 1 mondial en cas de qualification pour les demi-finales. Tête de série no 1, il commence son tournoi face au qualifié Ruben Bemelmans qu'il bat (6-1, 6-1) en moins d'une heure. Il continue sa campagne néerlandaise contre Philipp Kohlschreiber qui offre une bonne résistance quoique insuffisante (7-68, 7-5). En quarts de finale, il élimine le local Robin Haase après la perte du premier set (4-6, 6-1, 6-1) et s'assure de devenir à l'issue du tournoi le no 1 mondial le plus âgé de l'histoire, à 36 ans, 10 mois et 10 jours, place qu'il n'avait plus occupée depuis novembre 2012,. Il surclasse l'ancien record que détenait Andre Agassi (numéro un mondial à 33 ans et 4 mois en 2003). En demi-finale, il est opposé au lucky loser Italien Andreas Seppi qui l'avait battu lors de l'Open d'Australie 2015. Il le bat en 2 sets (6-3, 7-63) et se qualifie pour la finale où il retrouve Grigor Dimitrov pour leur 7e confrontation. Le Bulgare s'incline (6-2, 6-2) en 54 minutes. En remportant son 3e titre à Rotterdam après 2005 et 2012, Roger Federer égale le record de titres remportés aux Pays-Bas détenu par Arthur Ashe (vainqueur en 1972, 1975 et 1976) et Jimmy Connors (vainqueur en 1978, 1981 et 1984). Cela lui permet aussi de prendre plus de 300 points d'avance à l'ATP sur Rafael Nadal et d'arriver no 1 au Masters d'Indian Wells.

#### Tournée américaine
Exempt de premier tour à Indian Wells, Roger Federer bat l'Argentin Federico Delbonis en deux sets (6-3, 7-66). Au troisième tour, il bat le Serbe Filip Krajinović (6-2, 6-1) puis le Français Jérémy Chardy (7-5, 6-4) en huitièmes de finale qui réalise un bon match face au Suisse. En quarts de finale, il vient à bout du jeune Sud-Coréen Chung Hyeon (7-5, 6-1). Cette victoire lui permet de conserver sa place de numéro 1 mondial pour une semaine supplémentaire. En demi-finale, il affronte le jeune Croate Borna Ćorić qui joue un très bon match mais s'incline en 2 h 20 (5-7, 6-4, 6-4). Grâce à cette victoire, Federer bat son record personnel de matchs consécutifs gagnés depuis le début d'une saison en simple (17 victoires, son record était de 16 en 2006). En finale, il retrouve Juan Martín del Potro pour leur 25e confrontation. C'est l'Argentin qui prend le meilleur sur le Suisse en trois sets (4-6, 7-68, 62-7) après 2 h 41 durant lesquelles les deux joueurs ont eu plusieurs occasions de conclure le tournoi (trois balles de match au total pour del Potro dans les tie-breaks des 2e et 3e sets ; 3 balles de match pour Federer à 5-4 dans le 3e set).
Toujours au sommet de la hiérarchie mondiale devant Rafael Nadal, Roger Federer entame le Masters de Miami où il doit défendre son titre. Exempté du premier tour, il affronte Thanasi Kokkinakis pour son entrée en lice. Après avoir remporté le premier set, il s'incline au terme d'un tie-break dans la troisième manche,. Il rend alors sa place de leader du classement ATP à son rival espagnol.
À l'issue du Masters de Madrid, et sans y avoir participé, Roger Federer reprend la première place mondiale le 14 mai à Rafael Nadal (battu en quarts de finale). La semaine qui suit, les places s'inversent encore à la suite du sacre de Nadal à Rome. À la veille de Roland-Garros, Rafael Nadal est numéro 1 mondial, 100 points devant Roger Federer qui fait l'impasse pour la troisième année consécutive sur le Grand Chelem parisien.

#### Saison sur gazon
Roger Federer reprend la compétition en juin après le 11e sacre de son rival Rafael Nadal à Roland-Garros. Il commence la saison sur gazon au tournoi de Stuttgart pour la troisième année consécutive. Battu d'entrée par Tommy Haas en 2017, il n'a que peu de points à défendre et peut reprendre la première place mondiale en cas de qualification pour la finale. Il est tête de série no 1 et de ce fait, exempté de premier tour, entame son tournoi au second tour contre l'Allemand Mischa Zverev qu'il bat non sans mal (3-6, 6-4, 6-2). Il bat ensuite Guido Pella (6-4, 6-4) et Nick Kyrgios (62-7, 6-2, 7-65) pour se qualifier pour la finale et s'assurer de redevenir no 1 mondial pour la 310e semaine à l'issue du tournoi. En finale, il bat Milos Raonic (6-4, 7-63) pour remporter son 98e titre ATP. Il remporte pour la première fois de sa carrière le tournoi de Stuttgart, pour sa troisième participation après celle de 2016 et 2017. Il s'agit du 30e tournoi différent qu'il gagne depuis le début de sa carrière, le 4e en Allemagne après Halle, Hambourg et Munich.
Pour continuer sa préparation sur gazon en vue de défendre son titre à Wimbledon, Roger Federer s'aligne au Gerry Weber Open pour la 7e année consécutive, où il vise en 2018 sa première « Zehntel » (équivalent allemand de la « Décima » de Nadal). Il commence son tournoi contre le Slovaque Aljaž Bedene qu'il bat facilement (6-3, 6-4). Il affronte ensuite le Français Benoît Paire au deuxième tour, contre qui il sauve 2 balles de match dans le jeu décisif du 3e set et s'impose (6-3, 3-6, 7-67). En quarts et en demies, il bat respectivement l'Australien Matthew Ebden et l'Américain Denis Kudla sur les mêmes scores (7-6, 7-5). En finale, il perd contre le jeune Croate Borna Ćorić, contre qui il n'avait jamais lâché plus d'un set, au terme d'une finale parfaitement maîtrisée de la part du jeune joueur (7-66, 3-6, 6-2). Au terme de ce tournoi, Roger Federer cède une nouvelle fois (la 3e en 2018) sa place de no 1 mondial à son éternel rival Rafael Nadal. Une semaine plus tard, les organisateurs du tournoi de Wimbledon 2018 accordent au Suisse la tête de série no 1 du tournoi, malgré sa place de no 2 mondial, au vu de son titre en 2017. Il se qualifie facilement pour les quarts de finale sans perdre de set et en ne perdant aucun de ses jeux de service. Il y affronte Kevin Anderson qui ne l'a jamais battu. Il remporte les 2 premiers sets pour égaler son record de 34 sets consécutifs remportés à Wimbledon, puis perd les 3 suivants après avoir eu une balle de match, le dernier set se terminant à 13-11.

#### US Open series
À l'US Open 2018, Federer n'arrive pas comme favori après les titres à Toronto de Rafael Nadal et à Cincinnati de Novak Djokovic. Tête de série no 2, il entame son tournoi en battant le Japonais Yoshihito Nishioka (6-2, 6-2, 6-4), le Français Benoît Paire (7-5, 6-4, 6-4) et l'Australien Nick Kyrgios (6-4, 6-1, 7-5), démontrant un très bon niveau de jeu contre ce dernier. En huitièmes de finale, Roger Federer retrouve l'Australien John Millman, contre qui il s'incline, en partie à cause de la chaleur, en quatre sets (6-3, 5-7, 67-7, 63-7).
À la suite de ce revers aux États-Unis, Roger Federer joue la deuxième édition de la Laver Cup, à Chicago cette année. Il est le meneur de l'équipe Europe et joue son premier match en double, associé pour la première fois à Novak Djokovic. La paire européenne s'incline face à Kevin Anderson et Jack Sock (7-65, 3-6, 6-10). Le deuxième match de Federer l'oppose à Nick Kyrgios, contre qui il avait gagné le trophée en 2017. Il bat l'Australien sèchement (6-3, 6-2) permettant à l'Europe de s'envoler 8 points à 1. Le troisième et dernier jour, Federer est associé à Alexander Zverev pour un double les opposant à John Isner et Jack Sock. Malgré une balle de match, ce sont les Américains qui l'emportent (4-6, 7-62, 11-9). Il joue son dernier match en simple face à John Isner. Cette fois-ci, c'est le géant américain qui obtient des balles de match mais qui perd la partie (7-65, 66-7, 11-7). Quelques heures plus tard, Alexander Zverev apporte 3 points supplémentaires à l'Europe lui permettant de soulever une deuxième fois consécutive la Laver Cup.
- Saison indoor

En marge de l'Open de Bâle où il est tenant du titre, Federer avoue avoir contracté une blessure à la main en été. Il refuse cependant d'utiliser cette information comme explication rationnelle à ses défaites depuis Stuttgart.
Au Masters de Londres, il perd son premier match contre Kei Nishikori puis remporte les deux suivants contre Dominic Thiem et Kevin Anderson pour finir en tête de sa poule. En demi-finale, il affronte Alexander Zverev qui le bat en deux sets serrés (7-5, 7-65). Il termine la saison à la 3e place mondiale.

### 2019
- Début d'année

Roger Federer reprend la compétition à la Hopman Cup qui organise sa dernière édition, étant remplacée en 2020 par la World Team Cup. Il y fait équipe avec Belinda Bencic comme en 2018. Pour son premier match en simple, il rencontre le Britannique Cameron Norrie qu'il balaie (6-1, 6-1). Il domine ensuite le jeune Frances Tiafoe en une heure (6-4, 6-1). Enfin, il bat le jeune espoir grec Stéfanos Tsitsipás, récent vainqueur des Next Gen ATP Finals (7-65, 7-64). En finale de la compétition, revanche de l'année 2017, il bat facilement une fois encore Alexander Zverev (6-4, 6-2), qui lui demande lors de la remise des prix quand est-ce qu'il compte prendre sa retraite, sous les rires du public. Roger Federer remporte ensuite un double d'anthologie en sauvant deux balles de match et s'adjuge sa troisième Hopman Cup, devenant le seul joueur à comptabiliser trois victoires.
Tenant du titre de l'Open d'Australie mais refusant l'étiquette de favori, Roger Federer débute tranquillement son premier tour en battant pour la septième fois consécutive l'Ouzbek Denis Istomin en trois sets (6-3, 6-4, 6-4). Suit un second tour riche d'enseignements face au qualifié Britannique Daniel Evans (189e mais ex-41e mondial) en trois sets accrochés (7-65, 7-63, 6-3). Pour s'ouvrir la porte des huitièmes de finale, il expédie Taylor Fritz en 1 h 28 et trois sets (6-2, 7-5, 6-2). Mais il s'incline au tour suivant face à Stéfanos Tsitsipás (7-61, 63-7, 5-7, 65-7), manquant de réussite en ne concrétisant aucune des 12 balles de break qu'il s'est procurées, dont 4 balles de set dans la seconde manche. Cette défaite a pour conséquence de le voir sortir du top 5 au classement ATP. Il annonce dans la foulée son intention de disputer Roland-Garros après 3 ans d'absence sur la terre parisienne.
Il fait son retour à la compétition au Dubai Tennis Championships le 25 février après un mois de repos. Il bat au premier tour Philipp Kohlschreiber pour la 14e fois, mais en trois sets (6-4, 3-6, 6-1) sous un fort vent. Au second tour, il laisse encore un set dans la bataille face à Fernando Verdasco (6-3, 3-6, 6-3) puis parvient à battre le Hongrois Márton Fucsovics en deux sets (7-66, 6-4) pour atteindre les demi-finales en retrouvant son niveau de jeu. Il expédie le Croate Borna Ćorić en un peu plus d'une heure (6-2, 6-2). La finale a un air de revanche face à Stéfanos Tsitsipás qui l'avait éliminé au dernier Open d'Australie. Après un match de très haut niveau, Roger Federer gagne en deux sets (6-4, 6-4) et remporte le tournoi pour la 8e fois. Il atteint ainsi le chiffre mythique de 100 titres sur le circuit ATP et annonce dans la foulée qu'il sera là en 2020 pour défendre son trophée. Il remonte la semaine suivante à la 4e place du classement ATP.
- Tournée américaine

Après une semaine de repos, il s'aligne le 10 mars au Masters 1000 d'Indian Wells, en tant que tête de série no 4. Il bat facilement Peter Gojowczyk (6-1, 7-5), son compatriote Stanislas Wawrinka (6-3, 6-4) et le Britannique Kyle Edmund (6-1, 6-4) pour se hisser en quarts de finale. Il y rencontre pour la première fois le jeune Polonais Hubert Hurkacz contre qui il s'impose en 2 sets (6-4, 6-4) et atteint une douzième demi-finale dans ce tournoi. Il se qualifie en finale grâce au forfait de Rafael Nadal, blessé au genou droit et atteint ainsi sa 49e finale en Masters 1000, égalant le record de l'Espagnol. Il s'incline en trois sets (6-3, 3-6, 5-7) contre l'Autrichien Dominic Thiem qui en profite pour lui prendre sa place de numéro 4 au classement ATP. Le 24 mars, pour son premier match au Masters 1000 de Miami, il joue à se faire peur face au Moldave Radu Albot qui lui ravit le premier set (4-6, 7-5, 6-3). Au tour suivant, il se défait du Serbe Filip Krajinović en deux sets (7-5, 6-3) pour atteindre les huitièmes de finale face à Daniil Medvedev qu'il surclasse (6-4, 6-2). En quarts de finale, il domine totalement Kevin Anderson en 1 h 26, lui infligeant un sévère 8-0 (6-0, 6-4) et se qualifie pour sa dixième demi-finale en Masters 1000 sur onze tournois disputés depuis 2017. Facile vainqueur du jeune Canadien Denis Shapovalov en deux sets (6-2, 6-4), il se qualifie pour sa 50e finale en Masters 1000 et devient le premier joueur à atteindre ce cap. Il remporte la finale contre le tenant du titre John Isner, en 1 h 03 (6-1, 6-4) et empoche ainsi son 101e titre ATP, son 28e Masters 1000 et son 4e Miami Open (après 2005, 2006 et 2017). Fort de ce deuxième titre en 2019 (il est alors le seul, ATP et WTA confondus, à s'imposer deux fois cette année), il reprend la place de 4e joueur mondial aux dépens de Dominic Thiem, et passe no 1 mondial à la Race devant Novak Djokovic, vainqueur de l'Open d'Australie.
- Saison sur terre battue

Comme annoncé à la suite de son élimination précoce à Melbourne, Roger Federer se prépare près de deux mois pour son retour sur terre battue au Masters 1000 de Madrid, surface sur laquelle il n'a plus joué officiellement depuis 2016 et sa défaite au 3e tour du Masters 1000 de Rome contre Dominic Thiem. Tête de série no 4, exempté de premier tour, il bat, pour son entrée en lice, le Français Richard Gasquet en deux sets secs (6-2, 6-3) pour aller défier en huitièmes de finale Gaël Monfils, premier véritable test sur terre battue. Il s'en sort (6-0, 4-6, 7-63) non sans avoir dû revenir de 1-4 dans le troisième set et sauver deux balles de match à 5-6. C'est sa 1200e victoire. Il retrouve en quarts de finale Dominic Thiem, qui l'avait battu en 2016, et s'incline en trois sets après avoir eu deux balles de match dans le tie-break (6-3, 611-7, 4-6).
Un temps incertain, il participe au Masters 1000 de Rome. Le tournoi ayant pris du retard à cause de la pluie, il joue ses deux premiers matchs le même jour et élimine João Sousa (6-4, 6-3) puis Borna Ćorić en sauvant deux balles de match dans le tie-break (2-6, 6-4, 7-67). Il déclare forfait avant son quart de finale, légèrement blessé à une jambe.
Après trois années d'absence, il est troisième mondial et tête de série no 3 quand il se présente à Roland-Garros : il se qualifie facilement pour les huitièmes de finale en battant l'Italien Lorenzo Sonego, 74e mondial (6-2, 6-4, 6-4), l'Allemand Oscar Otte, 144e mondial, issu des qualifications, en 1 h 36 (6-4, 6-3, 6-4) et le Norvégien Casper Ruud, 63e mondial, en trois sets (6-3, 6-1, 7-68) après avoir sauvé une balle de set dans le tie-break de la troisième manche. En huitième de finale, il domine l'Argentin Leonardo Mayer, 68e mondial, en 1 h 42 et trois petits sets (6-2, 6-3, 6-3) pour s'offrir son douzième quart de finale à Roland-Garros, le 54e en Grand Chelem, record de Chris Evert égalé. Il y retrouve son compatriote et tête de série no 24 Stanislas Wawrinka qui a dû batailler pendant cinq sets et plus de cinq heures dans son huitième de finale pour venir à bout de la jeune tête de série no 6, le Grec Stéfanos Tsitsipás. Federer avait été dominé par son compatriote lors de sa précédente participation à Roland-Garros au même stade de la compétition, quatre ans plus tôt. Il parvient à battre Wawrinka en 3 h 35 min et quatre sets disputés (7-64, 4-6, 7-65, 6-4), montrant une meilleure maîtrise de ses émotions qu'auparavant et bien que son adversaire ait sauvé de nombreuses balles de break. En demi-finale, il affronte son grand rival Rafael Nadal, tête de série no 2 du tournoi, et s'incline en trois sets dans des conditions venteuses (3-6, 4-6, 2-6).
- Saison sur gazon

Le 18 juin, Roger Federer ouvre sa saison sur gazon en battant au premier tour du tournoi de Halle l'Australien John Millman en deux sets (7-61, 6-3), prenant difficilement sa revanche sur son tombeur lors du dernier US Open. Au second tour, il doit batailler trois sets (7-65, 4-6, 7-5) contre le Français Jo-Wilfried Tsonga qui l'avait battu à Wimbledon en 2011, pour atteindre les quarts de finale. Il dispose de l'Espagnol Roberto Bautista-Agut en trois sets (6-3, 4-6, 6-4) et atteint les demi-finales où il élimine facilement le Français Pierre-Hugues Herbert (6-3, 6-3). Il obtient son 10e titre à Halle en venant à bout du Belge David Goffin (7-62, 6-1). C'est la première fois qu'il gagne 10 fois le même tournoi.
À Wimbledon, Roger Federer, tête de série no 2 (tout en étant 3e mondial) bat au premier tour le Sud-Africain Lloyd Harris en quatre sets (3-6, 6-1, 6-2, 6-2) puis le Britannique Jay Clarke assez sèchement (6-1, 7-62, 6-2). Il s'impose ensuite contre le Français Lucas Pouille (7-5, 6-2, 7-64) pour remporter son 350e match en Grand Chelem. En huitièmes de finale, il bat facilement en 1 h 14 min l'Italien Matteo Berrettini (6-1, 6-2, 6-2) et remporte son 99e match à Wimbledon, dépassant le record de 98 matchs remportés dans un tournoi du Grand Chelem jusqu'alors détenu par Jimmy Connors à l'US Open.
- US Open series

Il reprend la compétition au Masters de Cincinnati où il bat Juan Ignacio Londero (6-3, 6-4) puis se fait éliminer en huitièmes de finale par le Russe Andrey Rublev (3-6, 4-6). Il arrive à New York pour y disputer son 19e US Open. Il perd un set face au qualifié indien Sumit Nagal (4-6, 6-1, 6-2, 6-4) et au Bosnien Damir Džumhur (3-6, 6-2, 6-3, 6-4), puis remporte deux victoires franches face à Daniel Evans (6-2, 6-2, 6-1) et David Goffin (6-2, 6-2, 6-0). En quarts, il retrouve Grigor Dimitrov contre qui il s'incline en cinq sets, souffrant d'une blessure au dos (6-3, 4-6, 6-3, 4-6, 2-6).

## Années 2020

### 2020
À l'Open d'Australie, il passe ses deux premiers tours en trois sets contre Steve Johnson et Filip Krajinović. Au troisième tour, il bat difficilement John Millman au super tie-break du cinquième set (4-6, 7-62, 6-4, 4-6, 7-68). Il bat ensuite Márton Fucsovics pour se qualifier pour les quarts de finale. Il y affronte Tennys Sandgren contre qui il sauve 7 balles de match avant de s'imposer (6-3, 2-6, 2-6, 7-68, 6-3). En demi-finale, il est éliminé par Novak Djokovic en trois sets (61-7, 4-6, 3-6). Le Suisse avouera en conférence de presse qu'il a longtemps hésité à disputer ce match, en raison de douleurs très insistantes.
En février, il se fait opérer du genou droit et doit déclarer forfait pour les tournois de Dubaï, Indian Wells, Miami et Roland-Garros. Alors que le circuit ATP est arrêté de mi-mars à fin juillet à cause de la pandémie de Covid-19, il déclare en juin qu'il ne jouera plus en 2020 pour guérir son genou et revenir à son meilleur niveau.

### 2021
Roger Federer décide de ne pas participer à l'Open d'Australie 2021, estimant ne pas être suffisamment remis après deux opérations à un genou.
Le 2 février 2021, il annonce son retour à la compétition lors du tournoi de Doha qui se déroule en mars. Il affronte au premier tour Daniel Evans qu'il bat en trois sets avant de s'incliner au tour suivant face au Géorgien Nikoloz Basilashvili en 3 sets également.